# Paradiski
Paradiski is een groot wintersportgebied in de Franse Alpen, gelegen in het departement Savoie in de regio Auvergne-Rhône-Alpes. Het bestaat uit Les Arcs/Peisey-Vallandry en La Plagne, die met elkaar verbonden zijn door een netwerk van skiliften en pistes. Paradiski kwam in 2003 tot stand door de bouw van de kabelbaan Vanoise Express. Zowel La Plagne als Les Arcs ontstonden midden 20e eeuw door grootschalige planning en worden gekenmerkt door modernistische architectuur. Door de combinatie van meerdere grote skidorpen en een aaneengesloten netwerk van meer dan 400 kilometer pistes, is Paradiski het 2e of 3e grootste aaneengesloten wintersportgebied ter wereld en het op één na drukstbezochte.

## Geschiedenis

### Context
Vanaf de jaren 1950 werden vele valleidorpen en -stadjes in de Franse Alpen geconfronteerd met een sterke plattelandsvlucht en ontvolking. Jongeren trokken massaal naar stedelijke gebieden op zoek naar werk en betere levensomstandigheden, waardoor de dorpen vergrijsden en essentiële voorzieningen zoals scholen, winkels en medische diensten verdwenen. Deze demografische en sociale veranderingen bedreigden de levensvatbaarheid van de kleine berggemeenschappen en vormden een belangrijke motivatie voor lokale en nationale overheden om investeringen in toerisme en infrastructuur te stimuleren als tegenreactie. Zo bouwde men vanaf de jaren 50 op verschillende plaatsen in de Alpen nieuwe skidorpen en -gebieden op alpiene hoogtes. Die boden zachtere hellingen om op te bouwen en meer sneeuwzekerheid. Deze evolutie kwam in de jaren 60 in een stroomversnelling door inmenging van de Franse staat met zijn plans neige en dankzij het succes van Franse skiërs op kampioenschappen. Lokale overheden zagen zich ertoe gedwongen hun grondgebied te ontwikkelen om de plattelandsvlucht tegen te gaan.

### Ontstaan en groei skigebieden

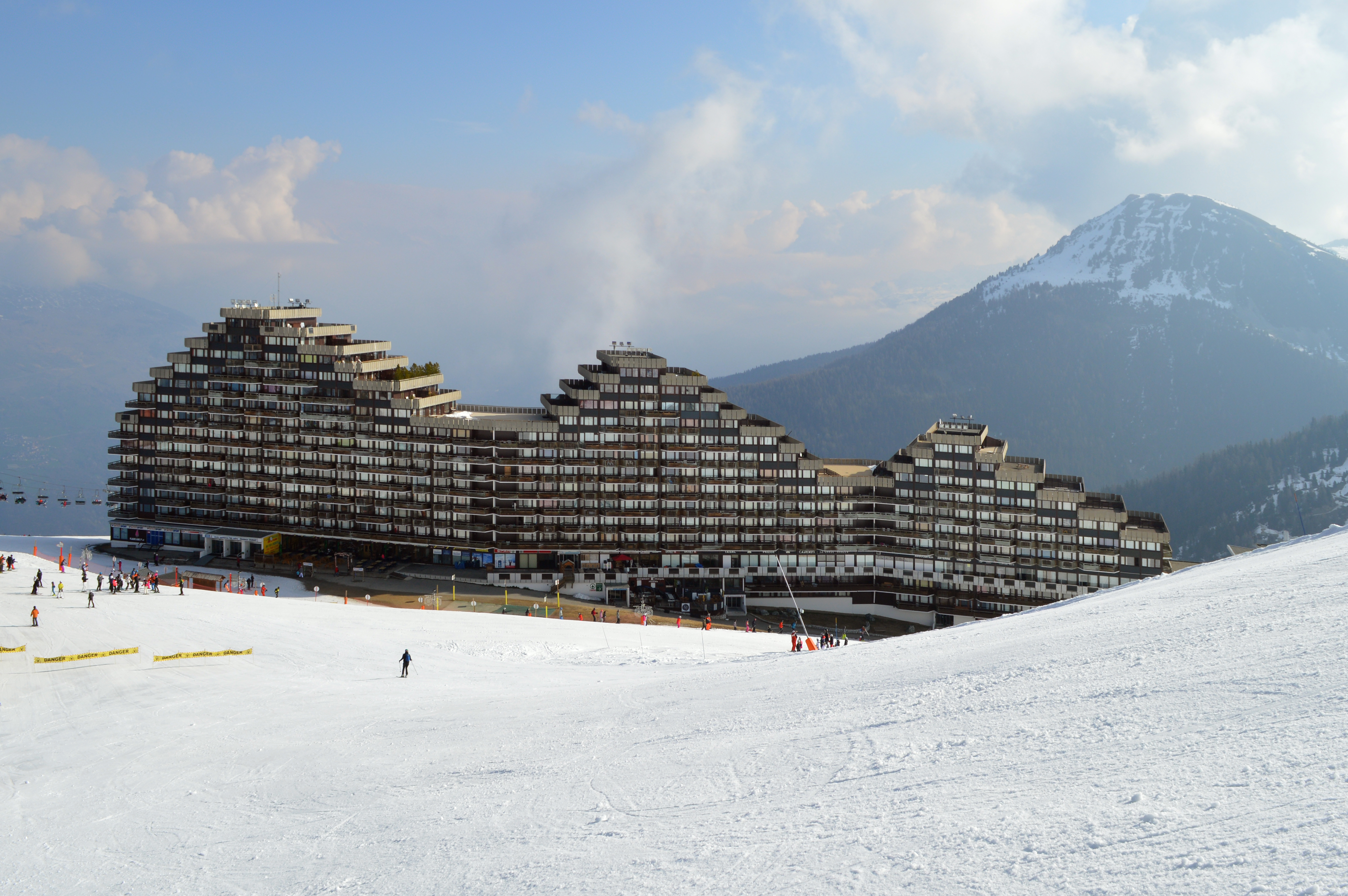
De paquebot des neiges in Plagne Aime 2000 is een ontwerp van Michel Bezançon.

Het initiatief voor La Plagne werd in 1959 genomen door dokter Pierre Borrione, de pas verkozen burgemeester van Aime, die de dorpen in de vallei wilde behoeden voor een stille dood. Samen met 3 naburige gemeenten vormde Aime een intercommunale. De jonge architect Michel Bezançon ontwikkelde in opdracht van bouwpromotor Robert Legoux een skidorp van wat in Frankrijk de 'derde generatie' wordt genoemd: uit het niets ontstaan, rationeel en pragmatisch opgebouwd volgens modernistische recepten, op industriële schaal en met vrij spel voor de ontwikkelaar. Hoewel hij van in het begin een ambitieus plan uittekende met verschillende skidorpen, werd de uitbreiding stapsgewijs aangepakt. La Plagne, later Plagne Centre genoemd, opende in 1961 met enkele bouwwerken, 2 liften en 4 pistes. In december 1969 werd Aime-La Plagne toegevoegd, met de opvallende paquebot des neiges, en in 1971/2 Plagne Villages. Tussen 1970 en 1974 sloten de dorpen Champagny, Montchavin en Montalbert zich aan bij het skigebied. Plagne Bellecôte verscheen in 1974, Les Coches in 1977, Belle Plagne in 1981, Plagne 1800 in 1982 en Plagne Soleil in 1990.
|                                                                 |  |  |
| Modernistische bouwstijl kenmerkend voor Arc 1600, 1800 en 2000 |  |  |

Les Arcs is wat jonger en kwam tot stand door de samenwerking van Robert Blanc, een lokale berggids, en Roger Godino, een ontwikkelaar. Arc 1600 (oorspronkelijk Arc Pierre Blanche) opende in 1968, gevolgd door Arc 1800 in 1974 en Arc 2000 in 1979. Architecte Charlotte Perriand combineerde industrialisering, standaardisering en efficiëntie met een modernistische esthetiek die opgaat in het landschap. Villaroger sloot zich aan bij Les Arcs in 1982. In 2003 opende de eerste fase van Arc 1950, ontwikkeld volgens andere recepten door Intrawest.
In Peisey-Nancroix werd al geskied sinds de vooroorlogse jaren. Het nieuwe skidorpje Plan Peisey opende in 1962/1963. In de jaren 70 werd het skigebied met Les Arcs verbonden. In 1986 werd Vallandry ingewijd.
Nadat Albertville in 1986 geselecteerd was als gaststad voor de Olympische Winterspelen 1992, werden er ter voorbereiding allerlei grote werken uitgevoerd in de Tarentaisevallei, waaronder de aanleg van een autosnelweg tot in Bourg-Saint-Maurice en het vervangen van de kabelbaan tussen Bourg en Arc 1600 door een funiculaire. Voor het bobsleeën werd in La Plagne een bobsleebaan aangelegd. Tijdens de Spelen in februari 1992 vonden er in La Plagne vijf onderdelen plaats, in het bobsleeën en rodelen. In Les Arcs werd het speedskiën gedemonstreerd.

### Verbinding en oprichting Paradiski
Borrione sprak in 1960 al over een mogelijke verbinding tussen La Plagne en de nog op te richten skigebieden aan de overzijde van de Ponturin. Na de oprichting van Les Arcs in 1968 kwam de vraag nog meer op de voorgrond. De pioniers van beide skigebieden kenden elkaar persoonlijk en jaarlijks werd er een wedstrijd voor lokale skiprofessionals georganiseerd die dan in La Plagne dan in Les Arcs plaatsgreep. Volgens een toeristische brochure uit 1970 was een verbinding voorzien in 1973. Het dossier bleef echter steken. Voor sommige ambtsbekleders van de betrokken gemeenten was het plan geen prioriteit. Bovendien keerde de Franse overheid zich eind jaren 1970 tegen al te ambitieuze ontwikkelingen in de bergen.

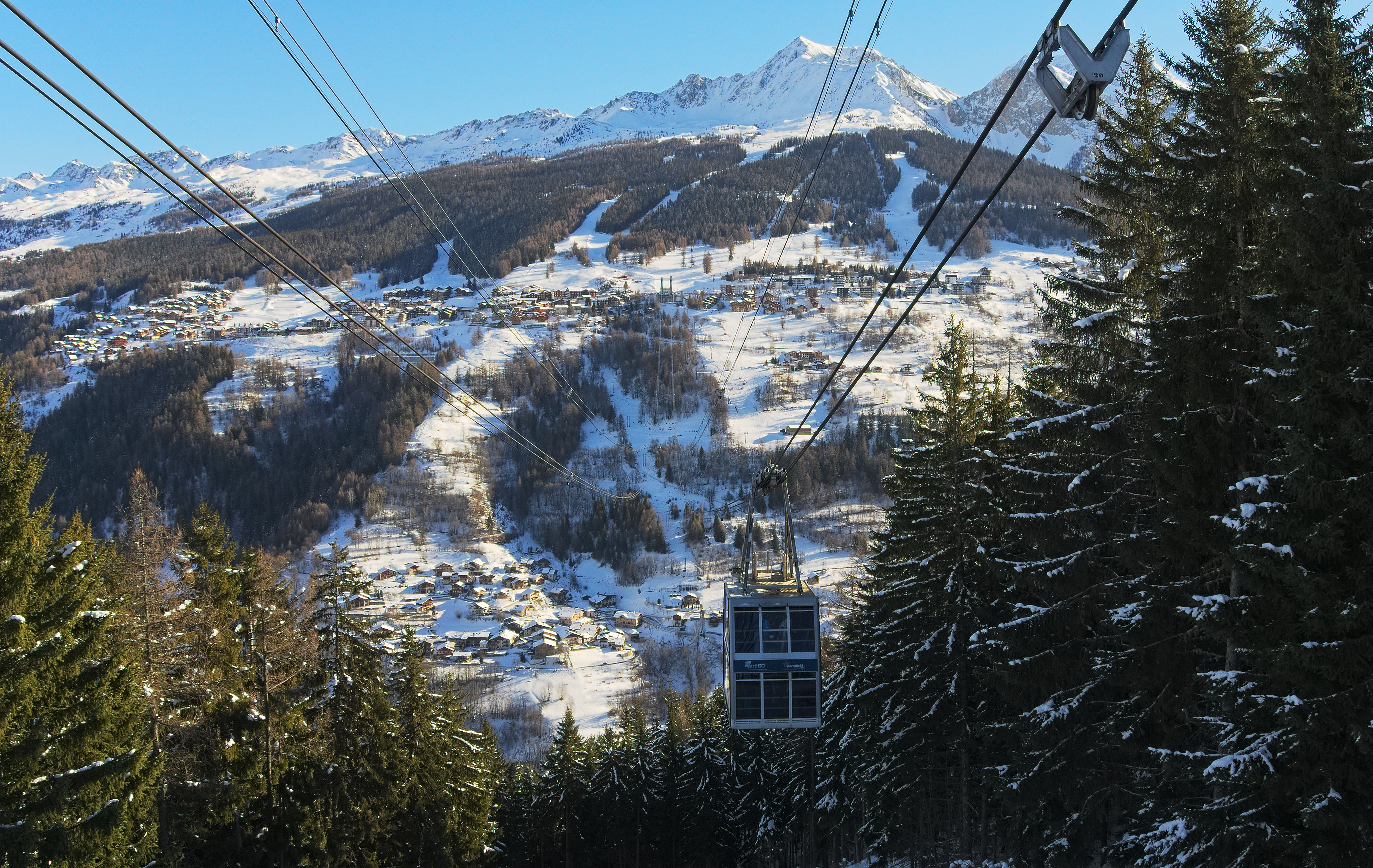
De Vanoise Express verbindt de skipistes van La Plagne en Les Arcs sinds 2003 met elkaar.

In de jaren 1990 kwam er opnieuw schot in de zaak. Nadat de uitbater Compagnie des Alpes (CDA) de belofte kon maken dat de bouw van een verbindende lift geen afbreuk zou doen aan de investeringsbudgetten van de individuele skidorpen en -gebieden, werd een akkoord bereikt en werd, in 1998, groen licht gegeven voor de bouw van een grote gondelbaan tussen Plan Peisey en Les Coches. Voor het bedrijf werd de keuze ingegeven door de noodzaak om nieuwe doelpublieken aan te trekken in de stagnerende Franse wintersportmarkt, waaronder rijke buitenlanders. In 1999 werden de bewoners geraadpleegd over een mogelijke verbinding. Vooral in La Plagne werd het traject nog meermaals bijgestuurd. De bouw werd toevertrouwd aan de Franse fabrikant Poma, die voor 15 miljoen euro een baan met twee onafhankelijke lijnen zou opleveren.
CDA nam twee bedrijven onder de arm om een naam te bedenken voor het eengemaakte skigebied; de keuze viel uiteindelijk op 'Paradiski'. Dit neotoponiem was meteen leesbaar, met een directe verwijzing naar het skiën en de belofte van een paradijs, en gaf twee geografische aparte gebieden één identiteit. In 2002 werd de nieuwe naam als merk gedeponeerd, in januari 2003 werd hij voorgesteld aan zakenpartners en in het najaar aan het brede publiek.
De nieuwe gondelbaan, de Vanoise Express, werd in december 2003 in gebruik genomen. Het nieuwe skigebied werd op slag een van de grootste van de wereld, mogelijk het tweede na Les 3 Vallées. De verbinding tussen Les Arcs en La Plagne is, in Frankrijk, de meest recente verbinding tussen grote skigebieden die gerealiseerd werd.
Door een technisch probleem werd de kabelbaan gesloten in het seizoen 2007/2008, wat de twee skigebieden feitelijk scheidde voor een jaar.
De coronapandemie beëindigde het wintersportseizoen 2019/2020 voortijdig in maart. Het daaropvolgende jaar was er, voor het eerst sinds de oprichting van de skigebieden, geen skiseizoen. De toeristische accommodatie mocht openen, maar de skiliften bleven dicht. Het seizoen 2021/2022 startte wel op zoals gewoonlijk, zij het met extra maatregelen, zoals mondmaskerplicht en het kunnen voorleggen van een coronapas.

## Geografie

### Ligging
Paradiski ligt in de Tarentaise, grofweg tussen de steden Moûtiers en Bourg-Saint-Maurice. Het wintersportgebied ligt op het grondgebied van de gemeenten Aime-la-Plagne, La Plagne Tarentaise, Peisey-Nancroix, Landry, Bourg-Saint-Maurice, Villaroger, Champagny-en-Vanoise en Bozel.
Paradiski is een van verschillende megaskigebieden in de Savoie. Aan de overzijde van de vallei van de Doron de Bozel, ten westen en ten zuidwesten van La Plagne, liggen respectievelijk Le Grand Domaine (Valmorel en Saint-François-Longchamp) en Les 3 Vallées (Courchevel, Méribel, Les Menuires en Val Thorens). Ten zuidoosten van Les Arcs, ervan gescheiden door het Parc national de la Vanoise, ligt Espace Killy (Tignes en Val-d'Isère). Ten noorden van Les Arcs, op de andere flank van de Tarentaise, ligt Espace San Bernardo (La Rosière en La Thuile). Kleinere skigebieden in de onmiddellijke omgeving zijn Pralognan, Sainte-Foy-Tarentaise en Notre-Dame-du-Pré.

### Topografie
Paradiski beslaat de meest noordelijke flanken van het Vanoisemassief. Het hangend dal van de Ponturin scheidt Les Arcs en Peisey-Vallandry, in het submassief van de Mont Pourri, van La Plagne, in het submassief van de Bellecôte. De Vanoise Express overbrugt deze kloof en verbindt zo de twee skigebieden.
Over het hele gebied verspreid liggen bijna 20 skidorpen, die opgedeeld kunnen worden in bergdorpen en valleidorpen. Die laatste bevinden zich in de valleien (zoals Champagny) of op de lagere gelegen flanken, in de montane zone (bergbossen) (zoals Montalbert of Villaroger). De bergdorpen zijn alle speciaal voor de wintersport aangelegd en bevinden zich op subalpiene of alpiene hoogte, doorgaans aan de rand van de alpenweiden.
Het skigebied van Les Arcs/Peisey-Vallandry beslaat enerzijds een brede noordwest-georiënteerde flank van de Tarentaisevallei, met daarop van noord naar zuid de dorpen Arc 1600 (gelegen tussen 1550 en 1720 m), Arc 1800 (1620-1800 m, bestaande uit de wijken Charvet, Chantel, Villards en Charmetogger) en Vallandry en Plan Peisey (1500-1620 m). Onder Plan Peisey ligt het traditionele dorp Peisey (1280-1350 m). Zowel in het noorden als in het zuiden wordt het skigebied natuurlijk begrensd door steile flanken.
Anderzijds ligt over de bergkam, gevormd door de Aiguille Grive (2732 m), Arpette (2413 m), Pointe du Petit Fond Blanc (2497 m) en Pointe des Fours (2469 m), de kom van Arc 2000 (2100-2140 m) en Arc 1950 (2030-2070 m), ook wel de Vallée de l'Arc genoemd. In het oosten wordt deze kom afgebakend door bergtoppen als de Aiguille Rouge (3226 m), Pointe des Arandelières (3178 m), Mont Turia (3650 m) en Aiguille du Saint Esprit (3419 m), in de schaduw van de Mont Pourri. De vallei opent naar de bovenvallei van de Isère in het noorden, waar geskied kan worden tot in Villaroger (ca. 1200 m). In het zuiden markeert de Col de la Chal de overgang naar de vallei van de Ponturin. In het oosten, achter de Aiguille Rouge, ligt het natuurreservaat Hauts de Villaroger waar avontuurlijke skiërs onder begeleiding kunnen afdalen.

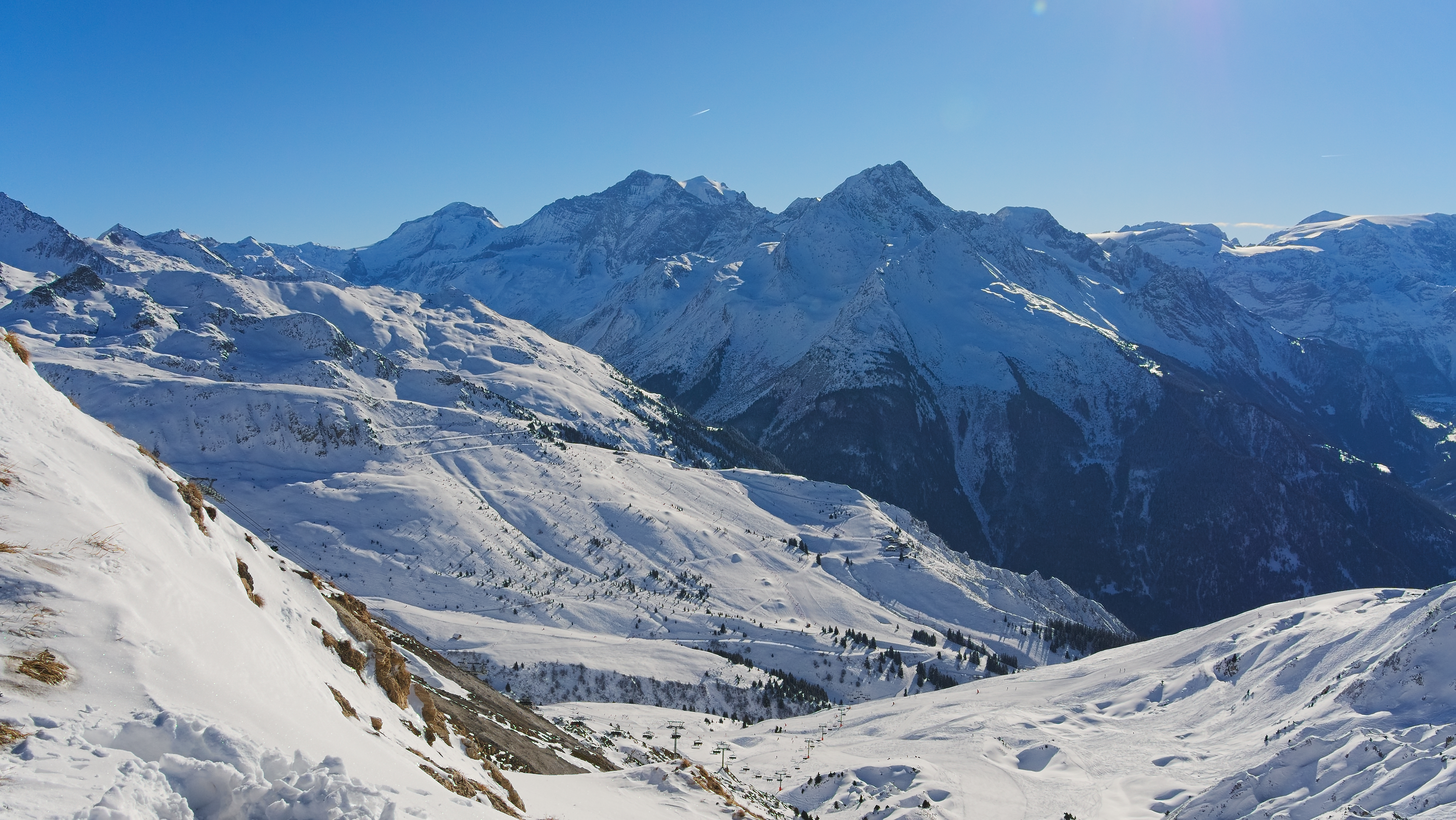
Uitzicht over de afdaling naar Champagny, met in de achtergrond de Grande Casse

La Plagne, het meest omvangrijke van de twee skigebieden, ligt grotendeels op de gevarieerde noordflank van een massief dat van de Bellecôte (3417 m) westwaarts reikt tot aan Mont Jovet (2258 m). Daartussen liggen bergtoppen als de Roche de Mio (2739 m), Grande Rochette (2508 m), Les Verdons (2500 m) en Le Bécoin (2594 m). Op de rand van de alpenweiden aan de noordzij liggen de skidorpen Belle Plagne, Plagne Bellecôte, Plagne Soleil, Plagne Villages, Plagne Centre, Plagne Aime 2000 en Plagne 1800, alle op een hoogte van 1800 à 2100 meter. Van oost naar west telt deze noordflank vier kleine valleien, die van de Nant Benin, de Arc, de Lovatière en de Frasses. In het noordoosten vormt een ketting van liften en pistes aansluiting met de lagergelegen dorpen Montchavin en Les Coches (gelegen tussen 1250 en 1450 m). In het uiterste noordwesten van La Plagne reiken de pistes tot in Montalbert (ca. 1350 m). Over de bergkam, op de steilere zuidflank die afwatert naar de Doron de Bozel, kan in twee smalle dalen geskied worden tot in Champagny (1250 m).

### Galerij skidorpen

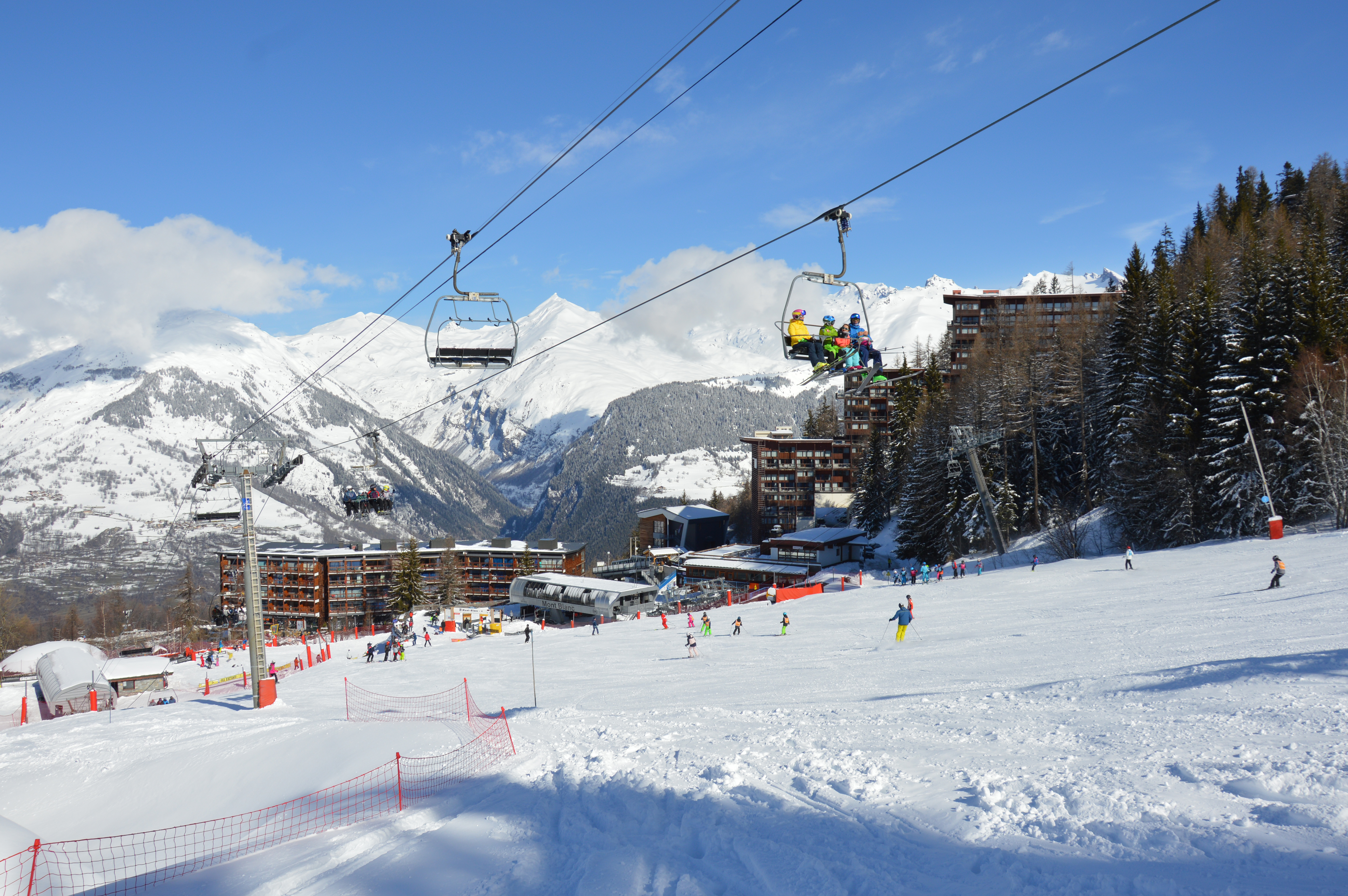
Arc 1600
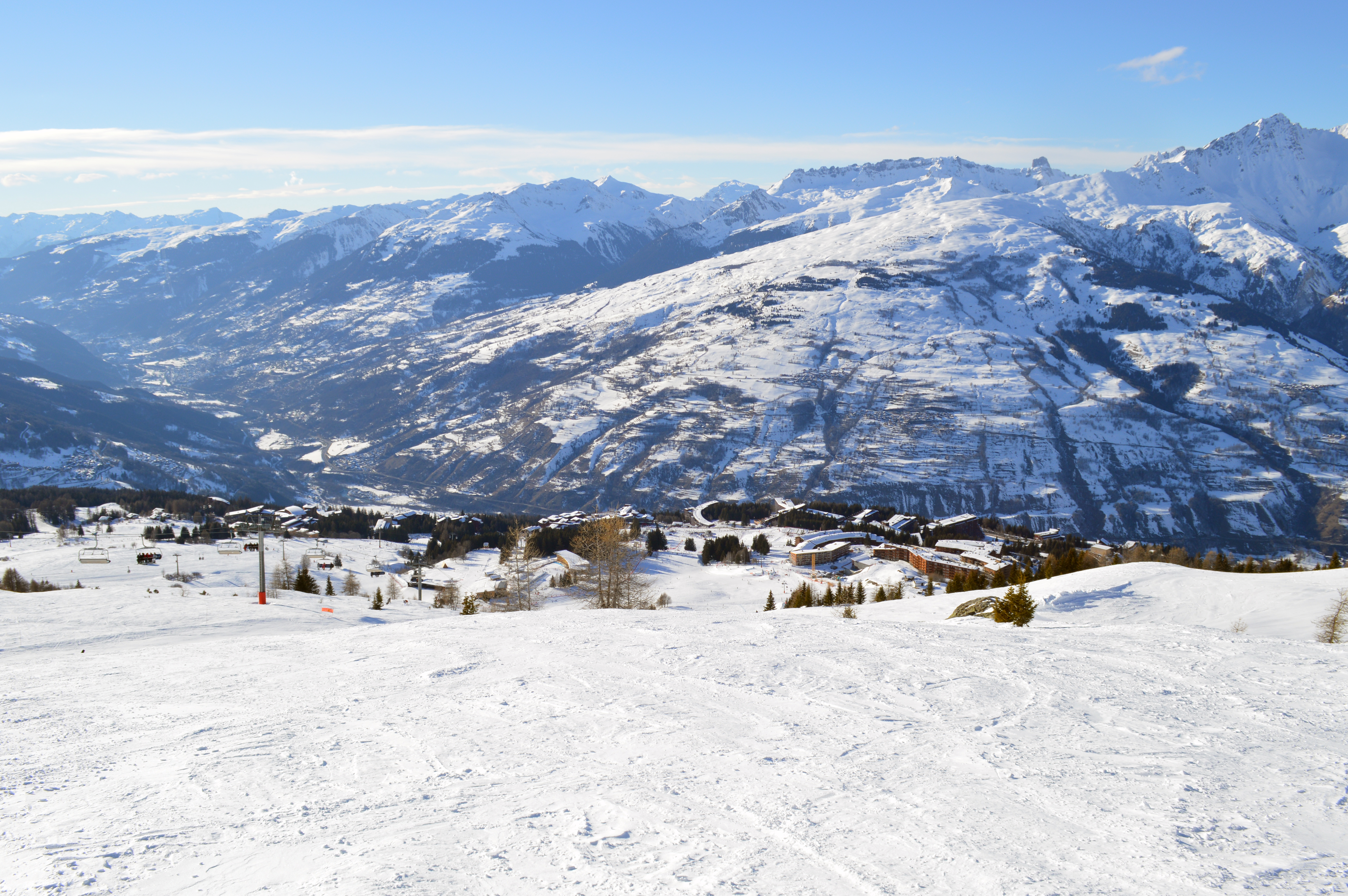
Arc 1800
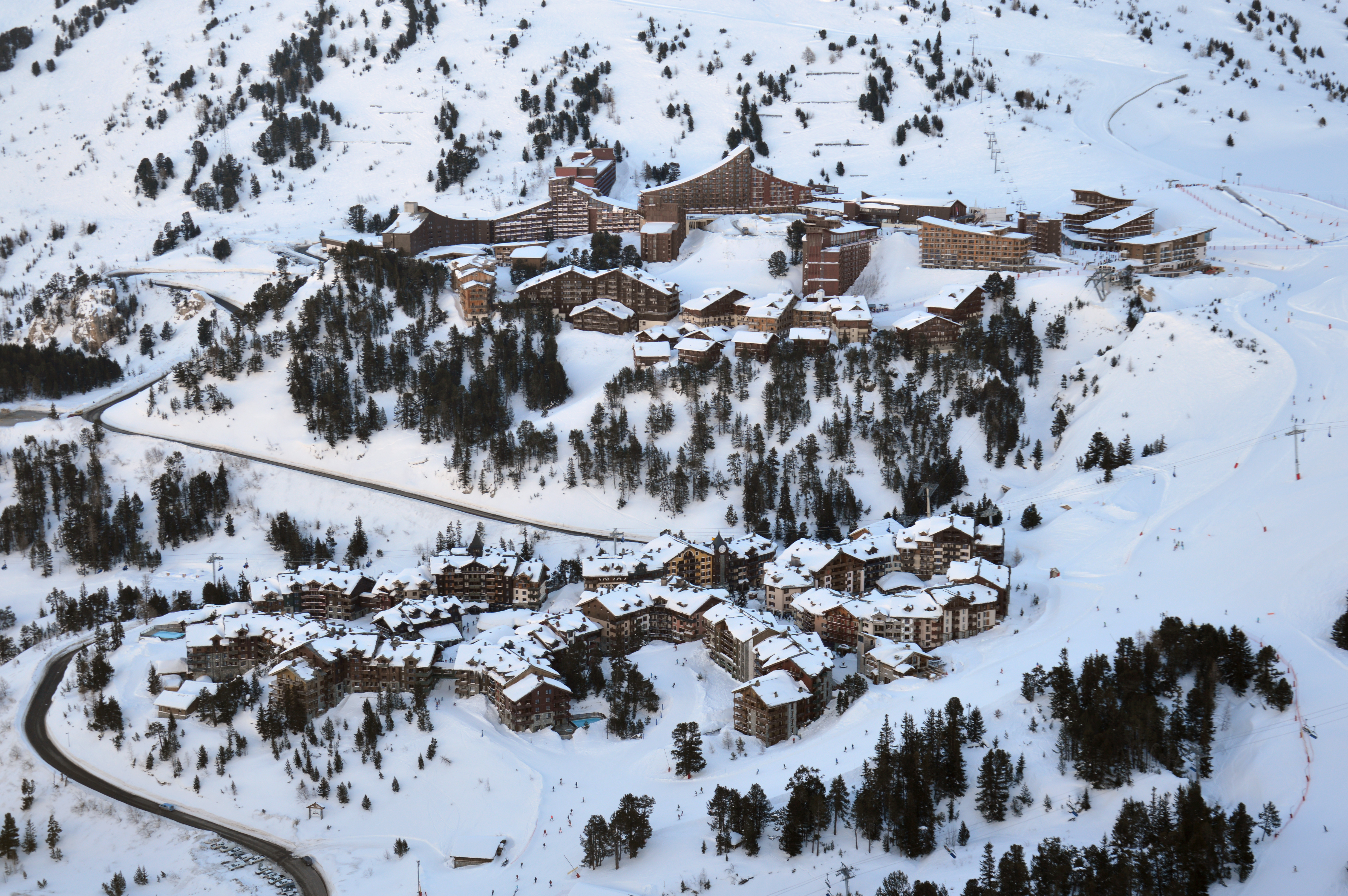
Arc 1950 en Arc 2000
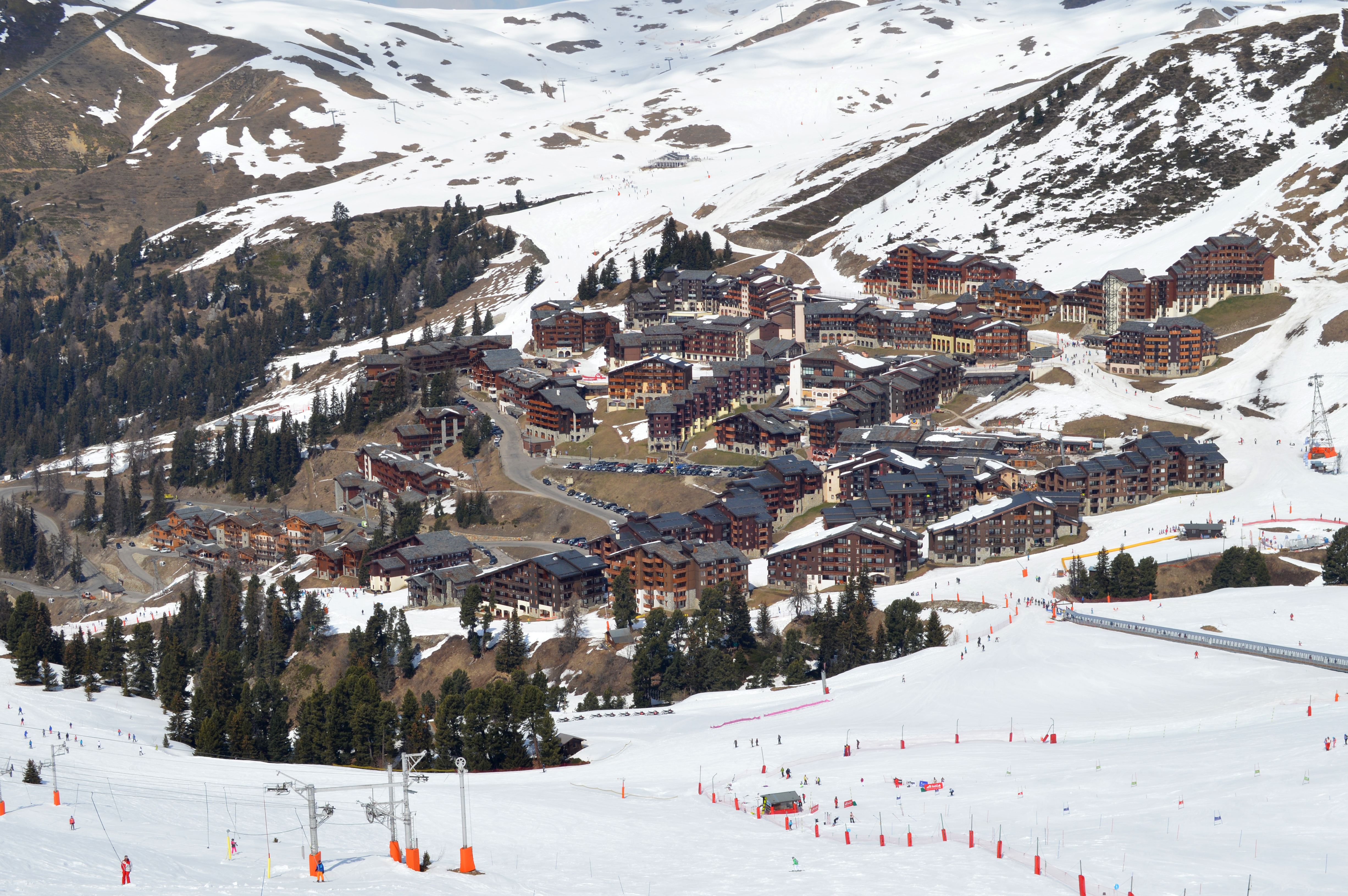
Belle Plagne
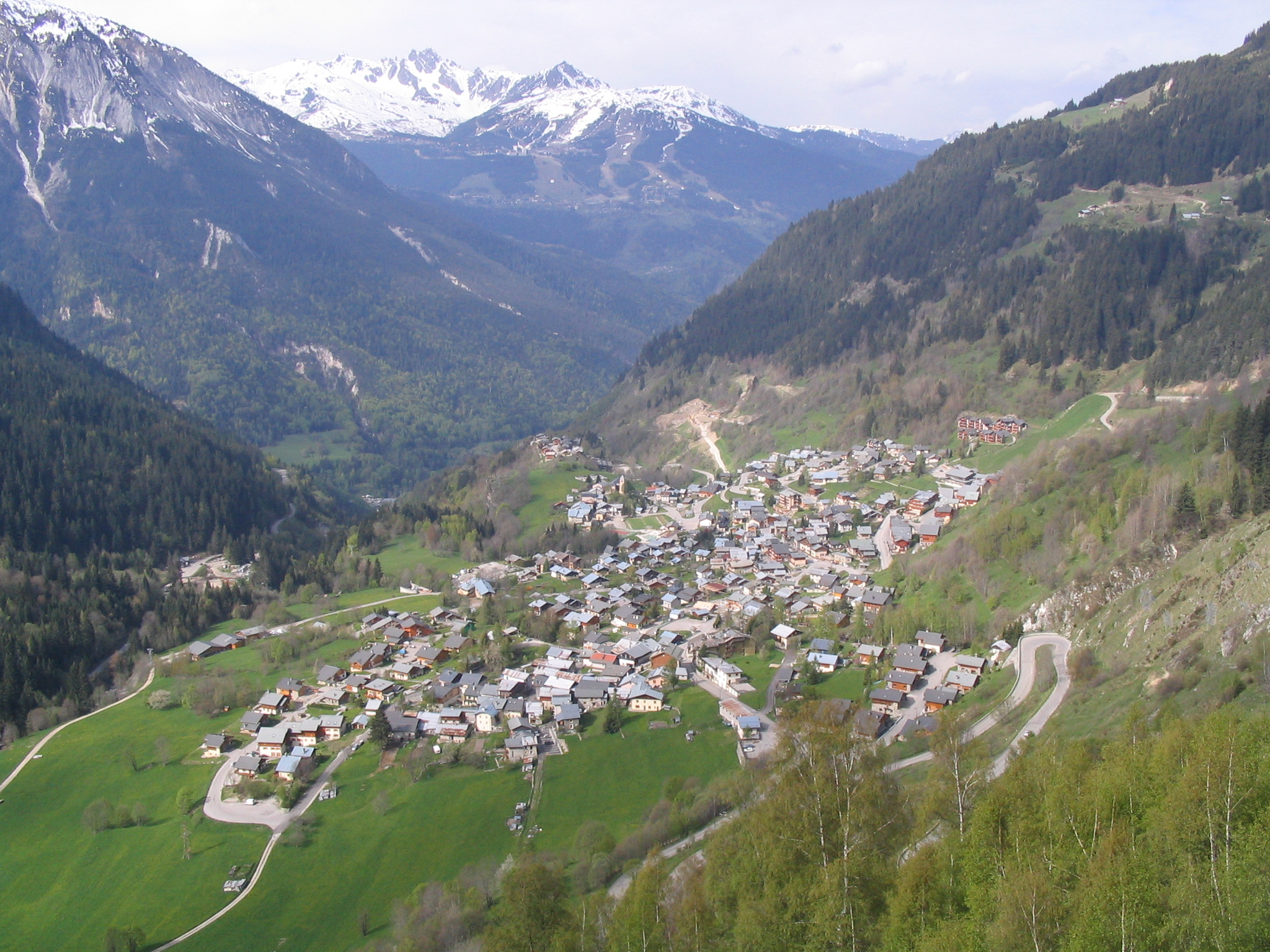
Champagny
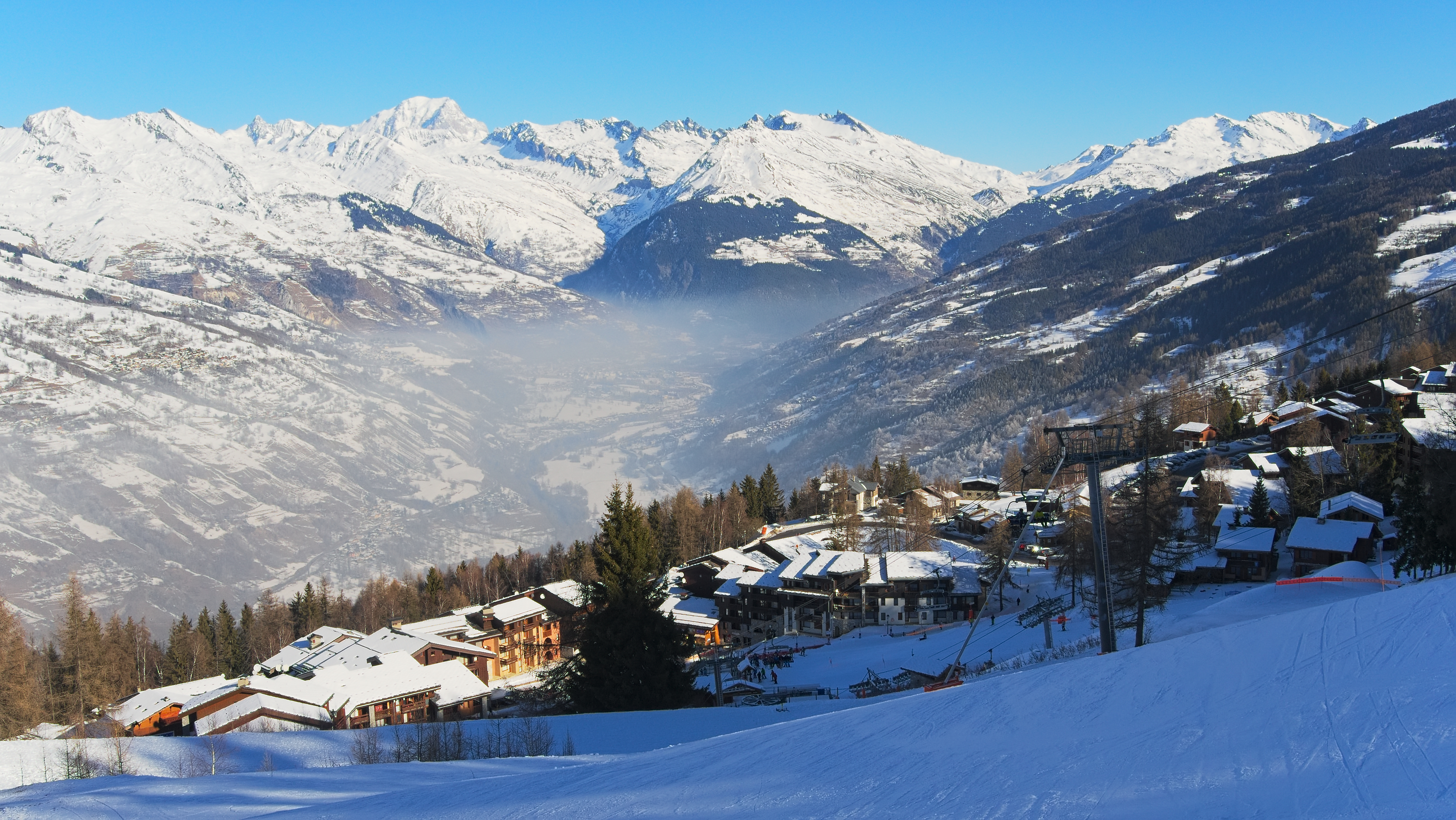
Les Coches
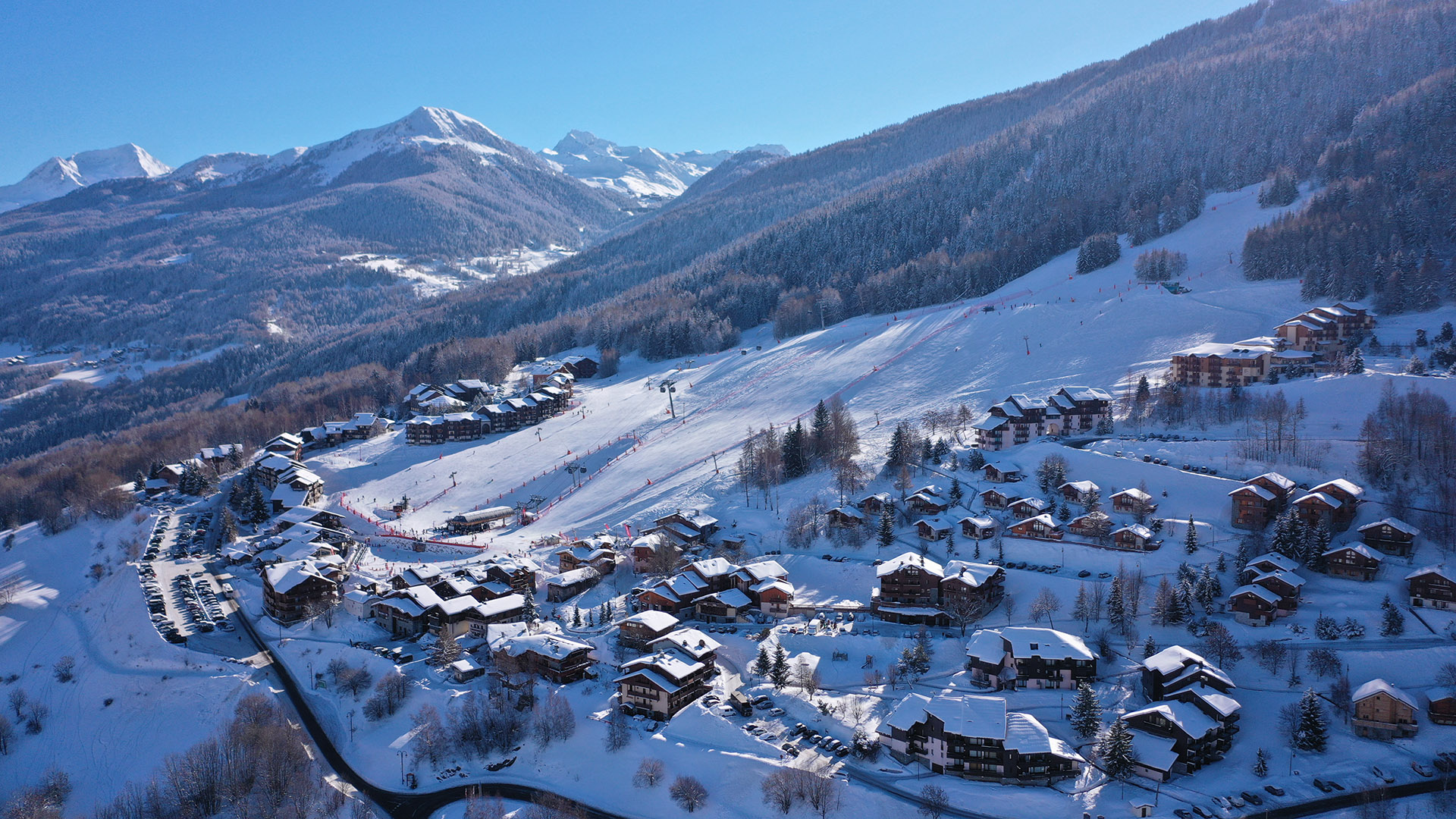
Montalbert
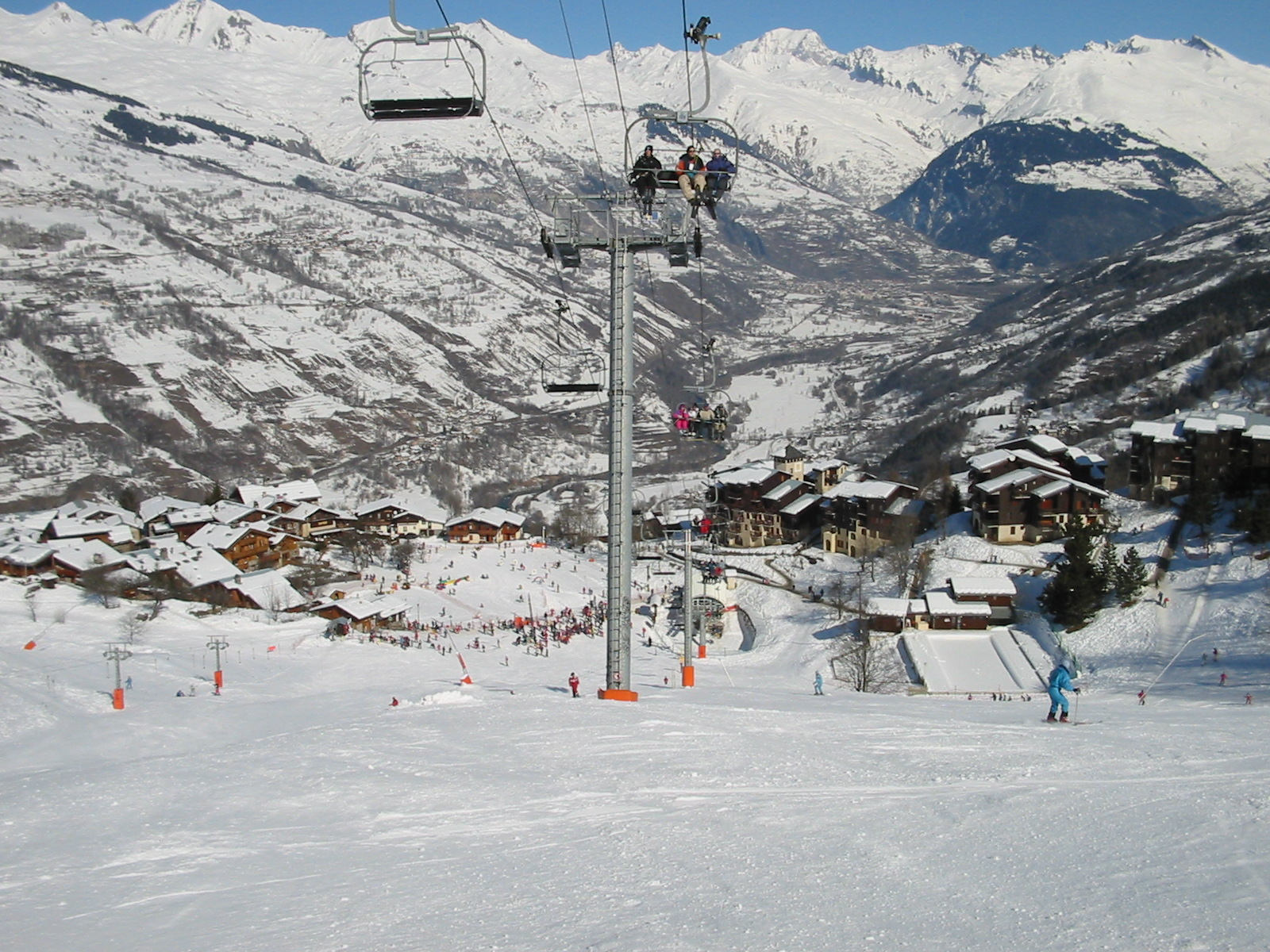
Montchavin
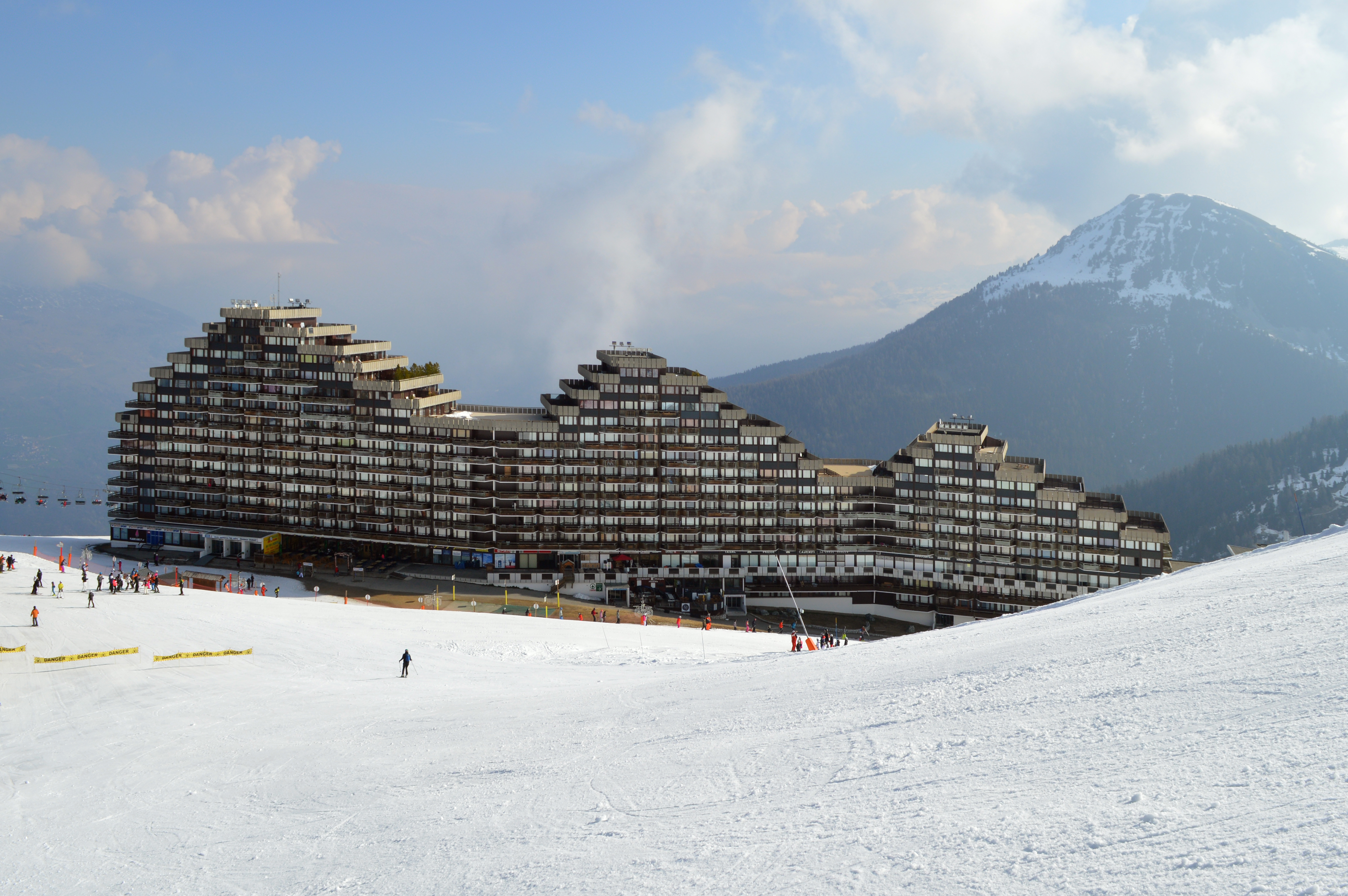
Plagne Aime 2000
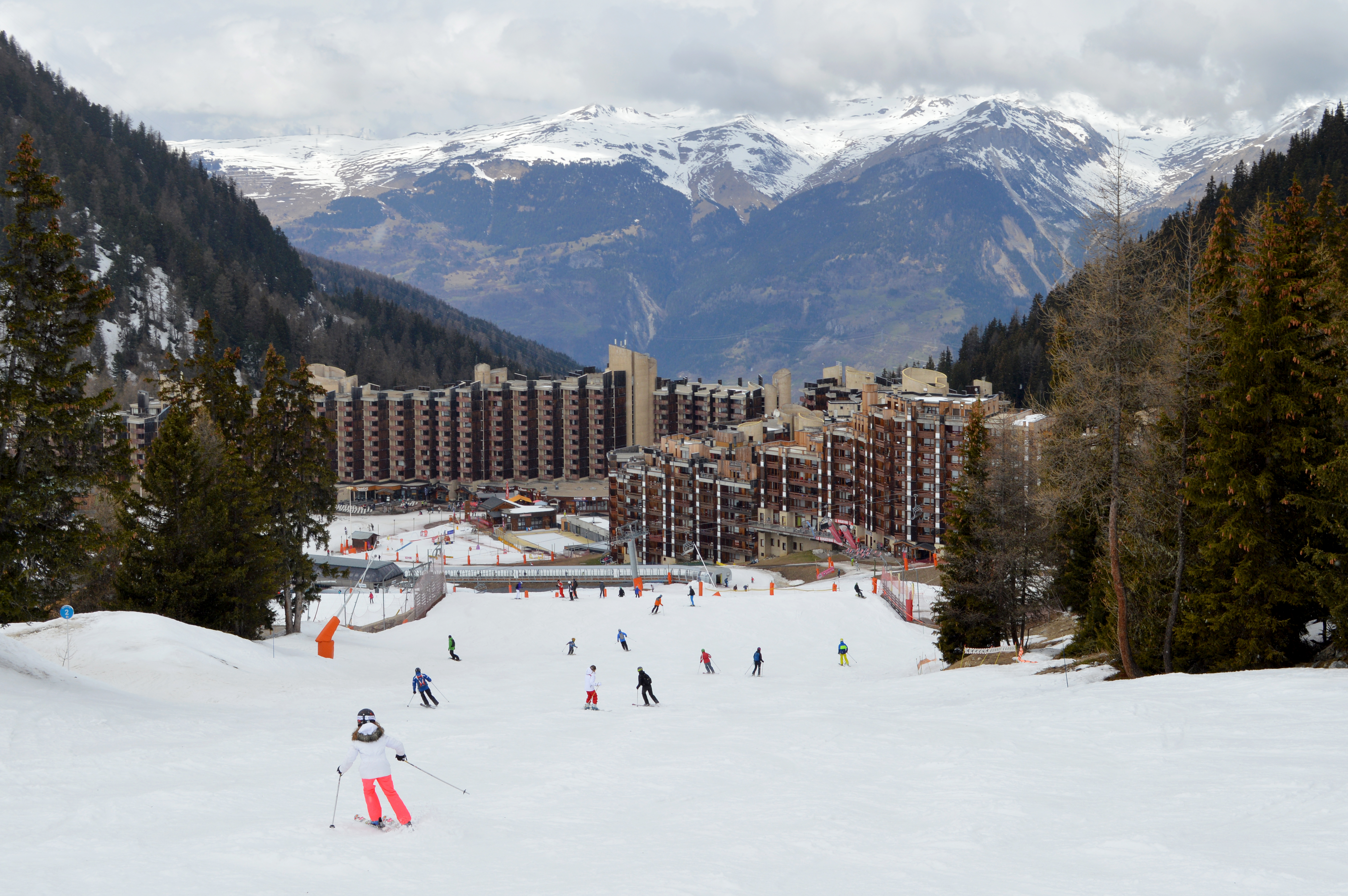
Plagne Bellecôte
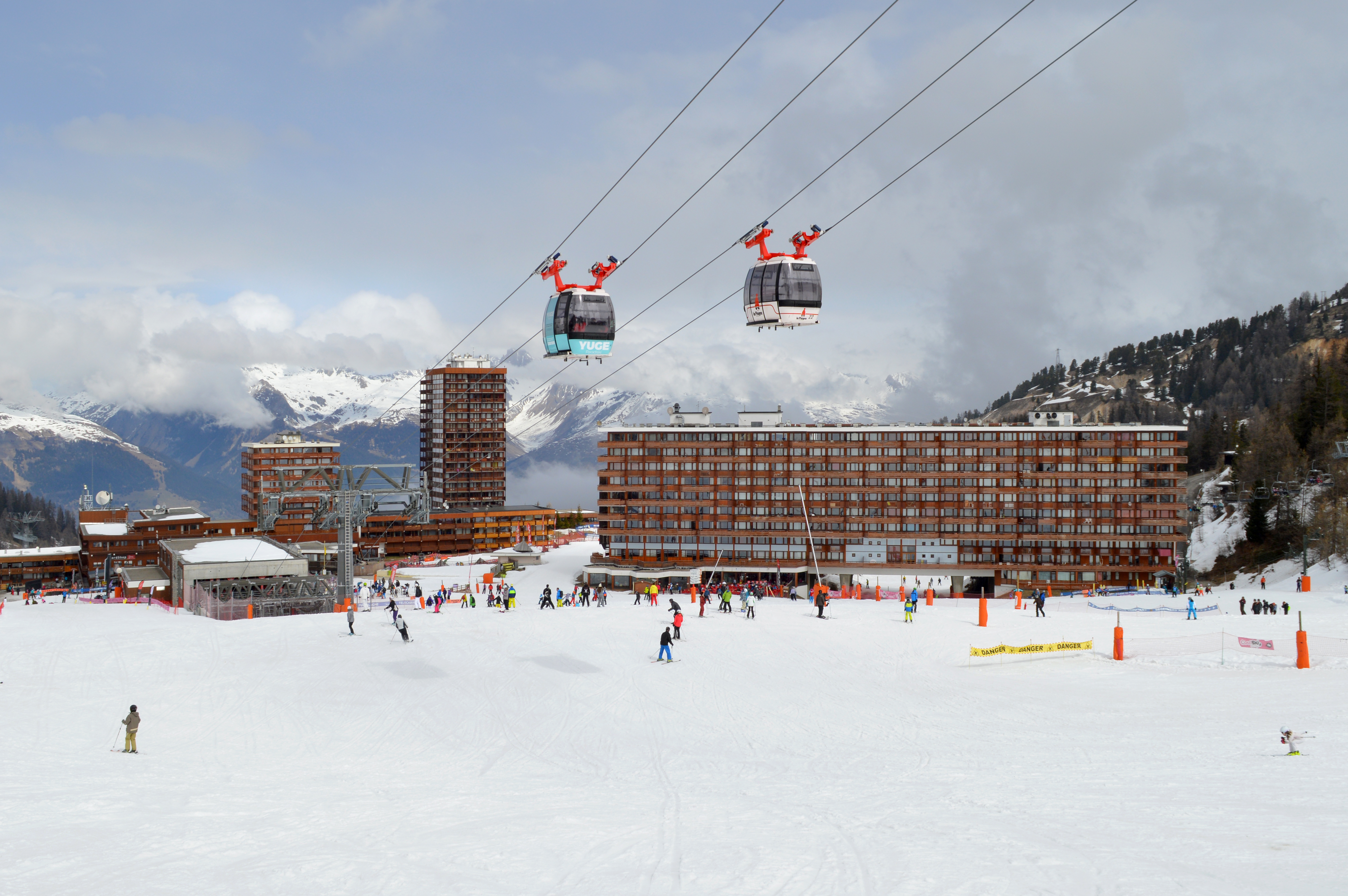
Plagne Centre
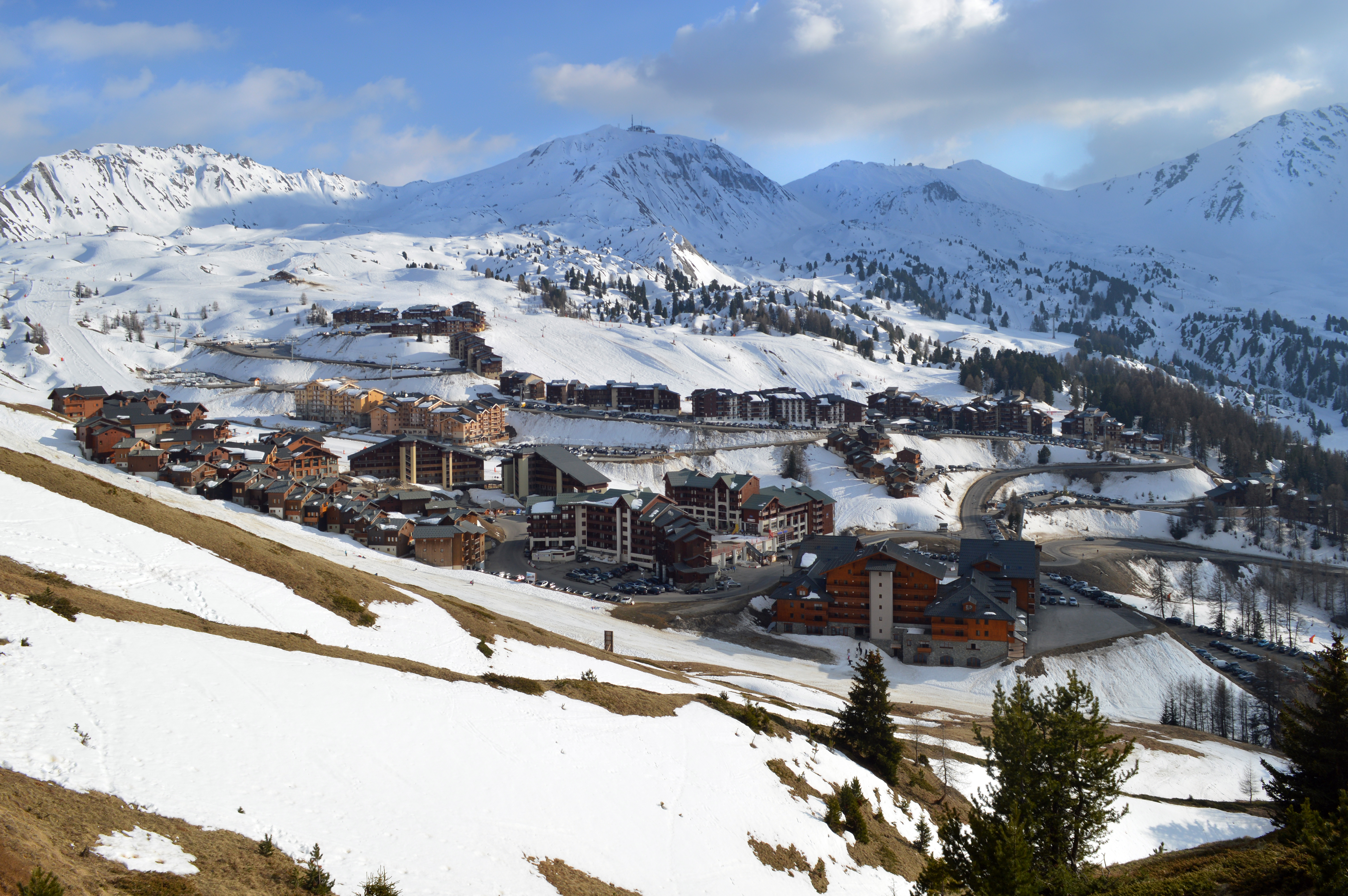
Plagne Soleil en Plagne Villages
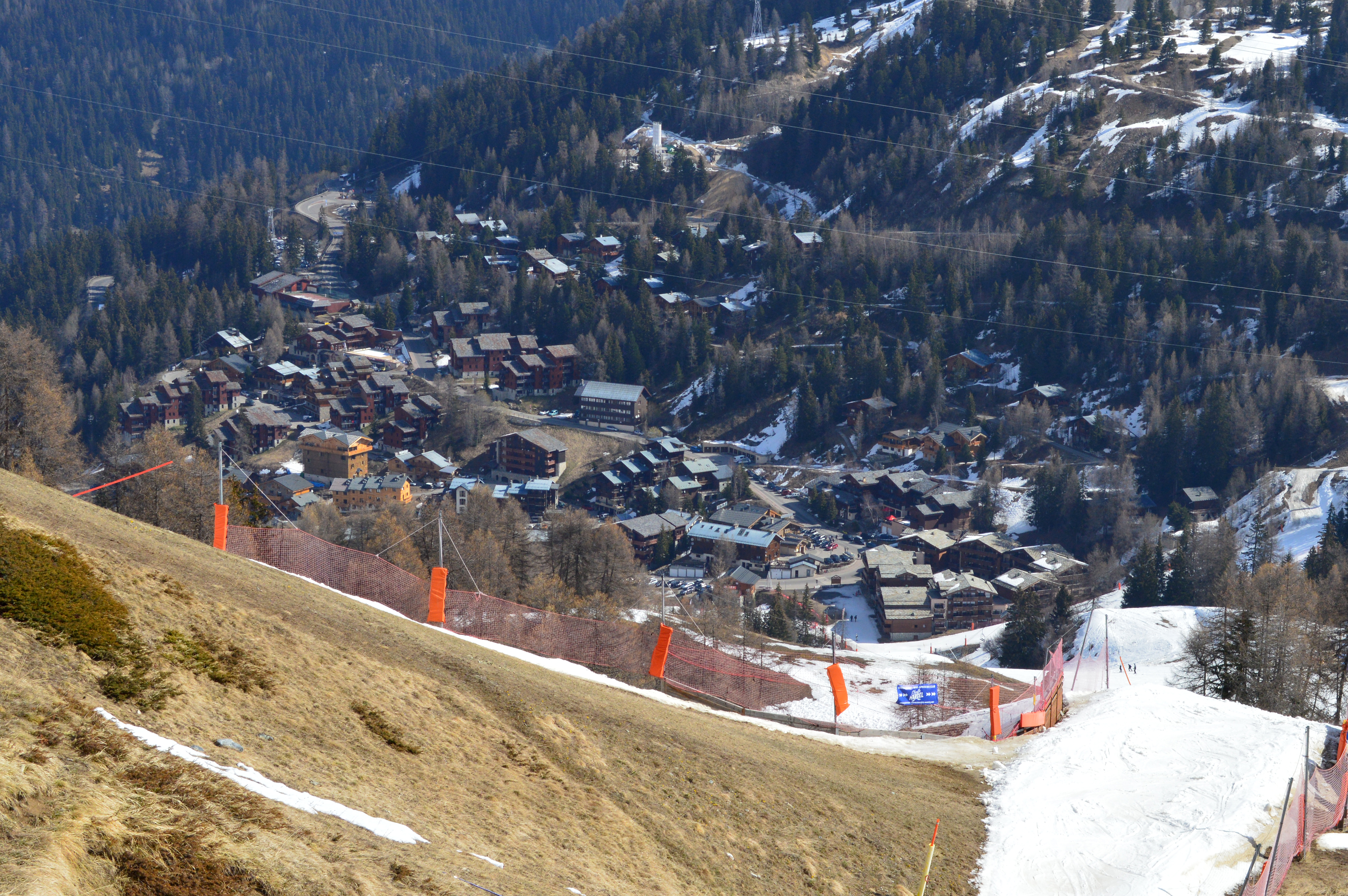
Plagne 1800
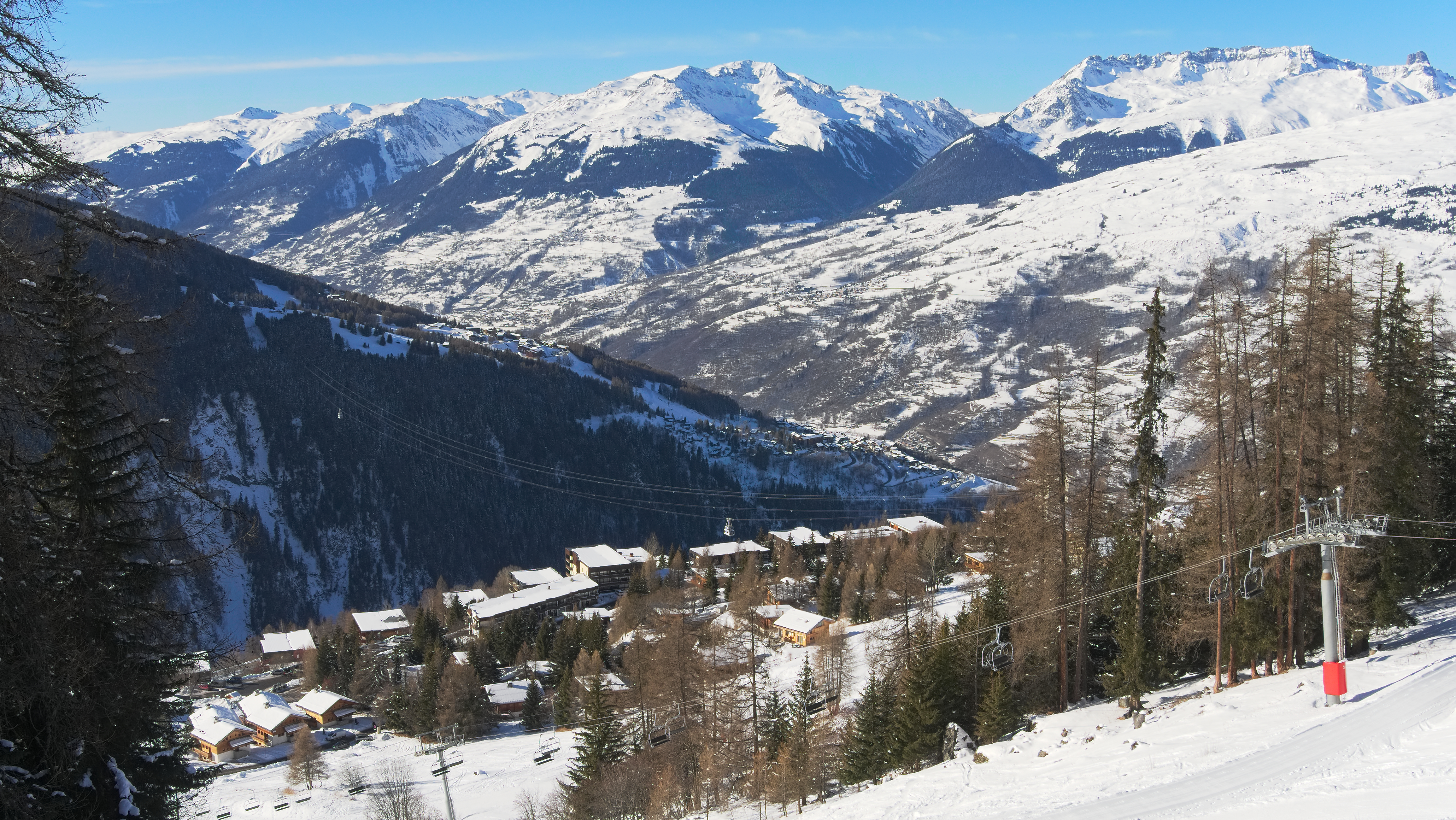
Plan Peisey
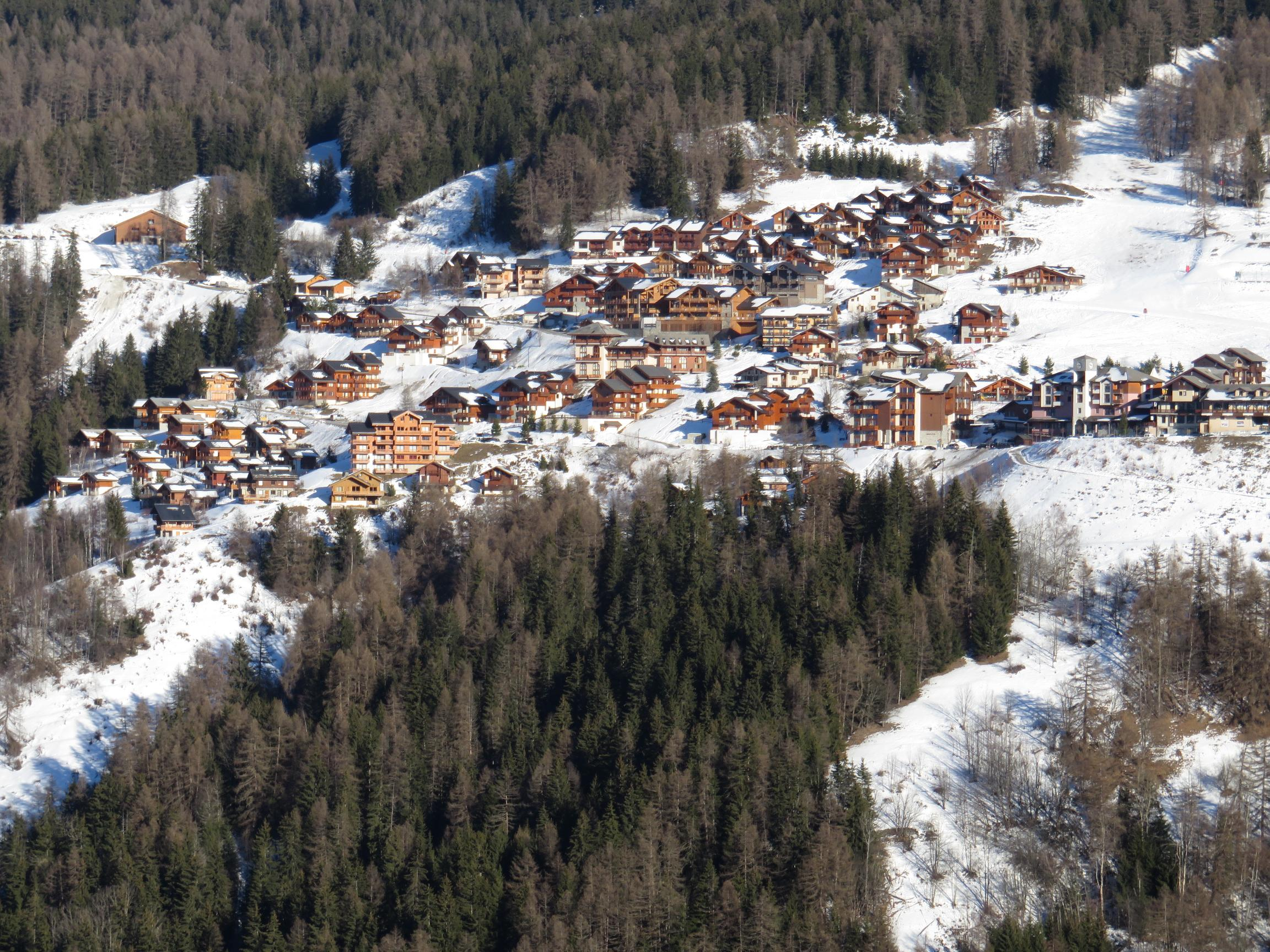
Vallandry
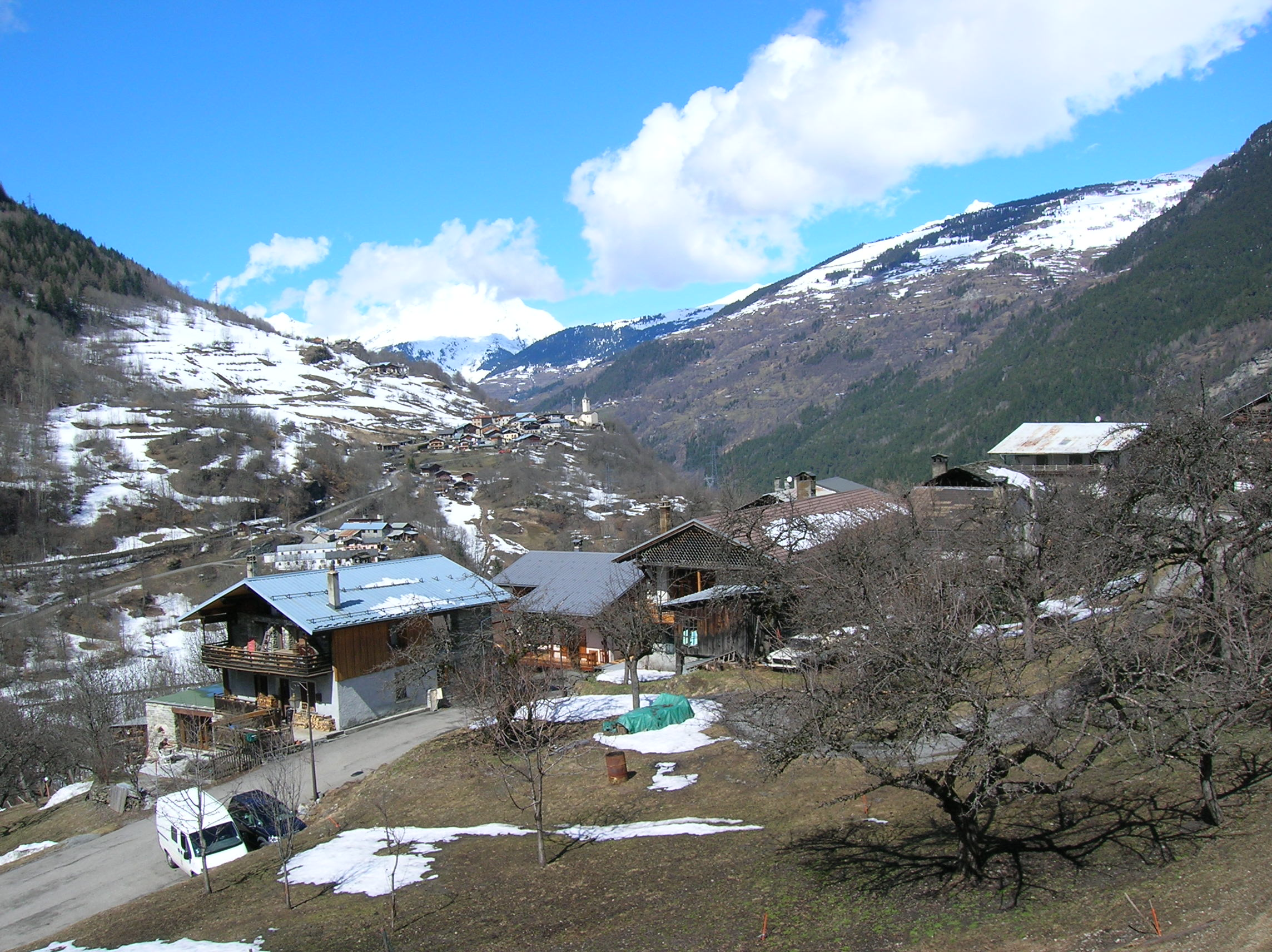
Villaroger

### Vervoer

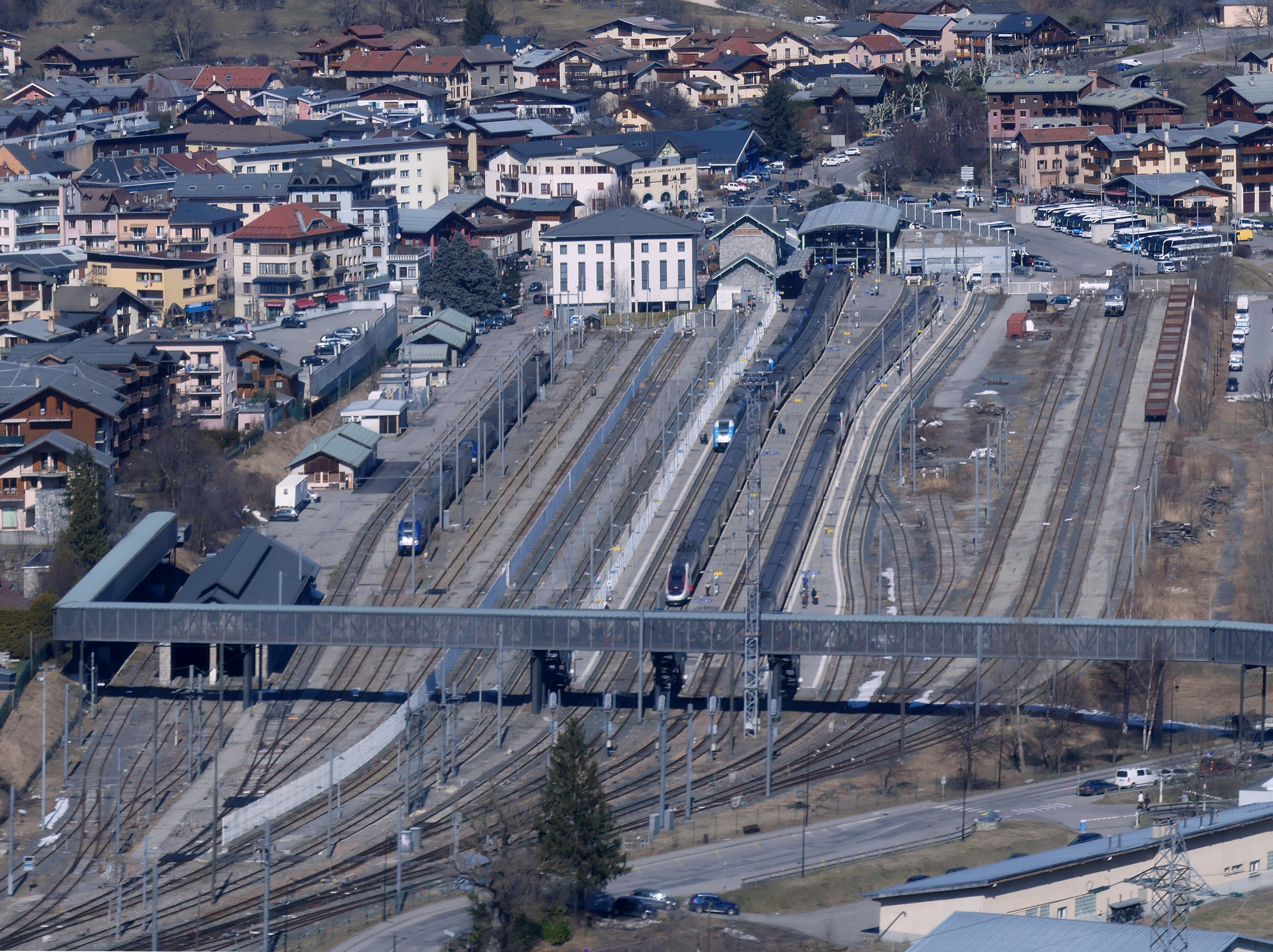
Paradiski wordt bediend door hogesnelheidstreinen die halt houden in Moûtiers, Aime, Landry en het kopstation Bourg-Saint-Maurice (afgebeeld).

Paradiski is met de auto of autobus bereikbaar via de toegangsweg N90/D1090 vanuit Albertville. Voor Champagny bevindt de afrit zich in Moûtiers, voor La Plagne en Montalbert in Aime, voor Montchavin en Les Coches in Bellentre, voor Peisey-Vallandry in Landry en voor Les Arcs in Bourg-Saint-Maurice. Voor Villaroger rijdt men door op de D902 tot voor Sainte-Foy. Vanuit de vallei is het telkens ongeveer een halfuur rijden tot in de skidorpen. Om opstoppingen te voorkomen, vooral op zaterdagen in het wintersportseizoen, heeft de Direction interdépartementale des Routes regio Centre-Est op de N90 een circulatiesysteem opgezet dat de instroom in de Tarentaise regelt met slimme verkeerslichten. De N90 is een van de drukste wegen in de regio. Omdat de Kleine Sint-Bernhardpas 's winters sluit, moeten bezoekers uit Italië omrijden langs de Mont Blanctunnel in het noorden of de Fréjustunnel in het zuiden.

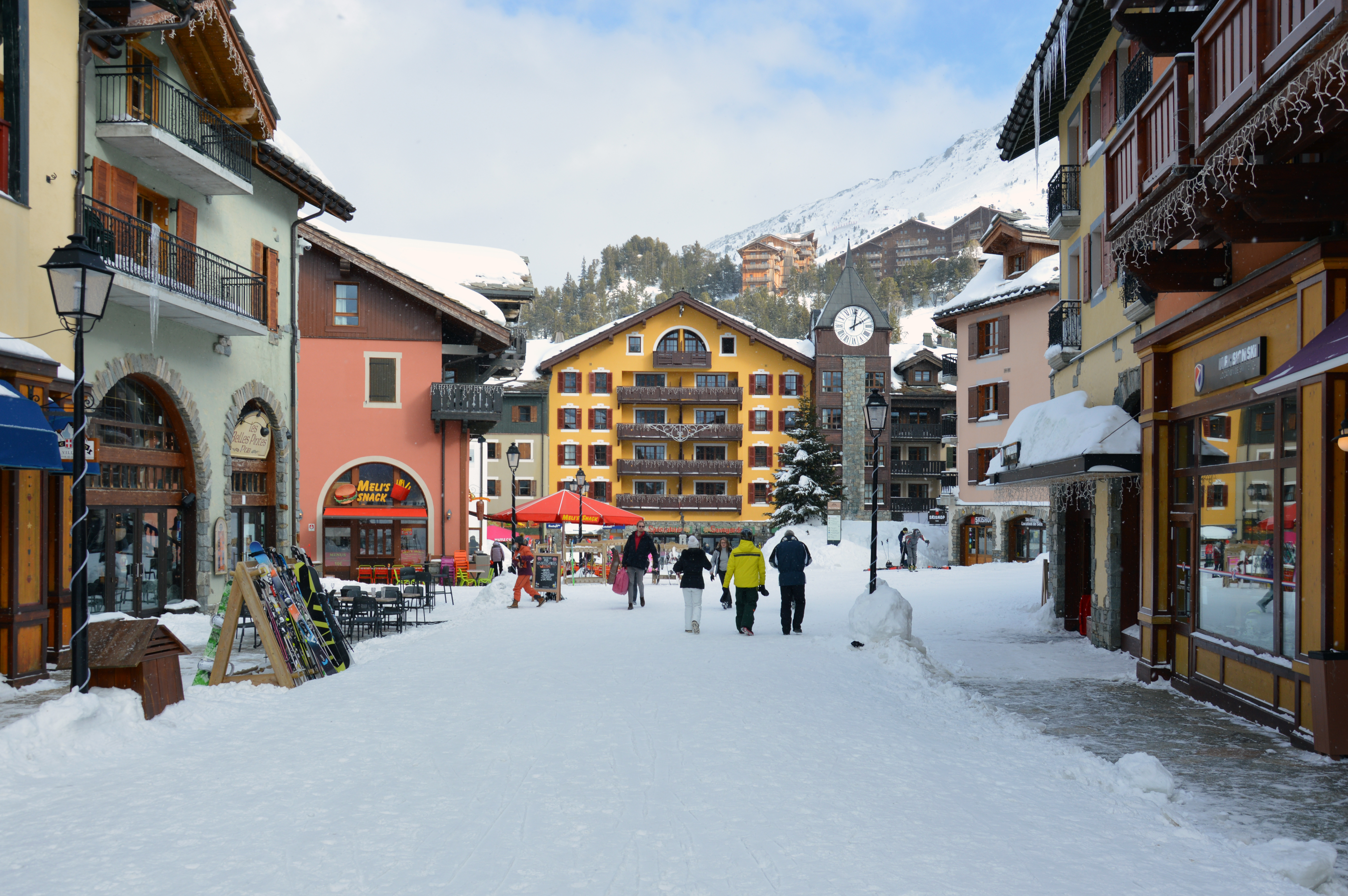
Voetgangersgebied in de dorpskern van Arc 1950

Door een combinatie van ondergrondse parkings, randparkings en beperkt straatparkeren, zijn alle dorpskernen van Paradiski in het wintersportseizoen autoluw of zo goed als autovrij.
Paradiski is per trein bereikbaar met de rechtstreekse hogesnelheidstreinen Thalys Sneeuw (uit Amsterdam, Rotterdam, Antwerpen en Brussel) en TGV (uit Parijs), die beide halte houden in Moûtiers, Aime, Landry en Bourg-Saint-Maurice. In 2021 bereikte Compagnie des Alpes bovendien een akkoord om in eigen beheer de rechtstreekse Eurostar-trein vanuit Londen verder te zetten, nadat Eurostar eerder had beslist de dienst stop te zetten.
Tussen Aime en Landry enerzijds en de skidorpen van La Plagne anderzijds rijden lijnbussen. Vanuit Bourg-Saint-Maurice geraakt men in Les Arcs met de Funiculaire Les Arcs' Express. Tussen verschillende skidorpen rijden shuttlebussen; onder andere tussen Arc 1600, Arc 1950 en Arc 2000, tussen Arc 1600 en Arc 1800, tussen Plagne Villages en Plagne Soleil, tussen Plagne Centre, Plagne Bellecôte en Plagne 18000, en tussen Montchavin en Les Coches. Andere dorpen zijn voor voetgangers met elkaar verbonden door gondels of kabelspoorwegen.
De dichtstbijzijnde luchthavens zijn die van Chambéry (1,5 uur rijden), Grenoble (2 uur), Lyon (2,5 uur) en Genève (2,5 uur).

## Toerisme
Paradiski is zowel naar grootte als bezoekersaantal het 2e skigebied van Frankrijk en behoort wereldwijd tot de meest uitgebreide en meest bezochte wintersportbestemmingen. Gemeten aan de hand van 10 criteria, waaronder totale lengte van de pistes, totale oppervlakte en hoogteverschil, is Paradiski het 3de grootste wintersportgebied ter wereld.

### Bezoekersaantallen
In het seizoen 2018/2019 bezochten 4,8 miljoen toeristen Paradiski. Begin jaren 90, toen La Plagne en Les Arcs nog van elkaar gescheiden waren, trokken ze samen gemiddeld 4 miljoen bezoekers. De meeste toeristen in beide gebieden zijn Frans, gevolgd door Britten, Belgen en Nederlanders. In het hele skigebied kunnen tot zo'n 100.000 vakantiegangers en bewoners overnachten en jaarlijks telt Paradiski zo'n 5,6 miljoen overnachtingen, waarvan het overgrote merendeel in de wintermaanden.

### Wintersport
Het wintersportseizoen opent elk jaar in december en sluit in de loop van april. Om toegang te krijgen tot de skiliften moeten skiërs een skipas voor ofwel La Plagne, ofwel Les Arcs, ofwel Paradiski op zak hebben. Voor 6 dagen Paradiski betaalt een volwassen skiër 348 euro (2024/2025).
Het skigebied telt 264 pistes, die samen genomen zo'n 425 kilometer lang zijn. Van de pistes zijn 4,5% gemarkeerd als groene piste, 52% als blauwe, 30% als rode en 14% als zwarte. De groene, blauwe en rode pistes worden elke nacht gesleept door een 60-tal pistenbully's. Op zwarte pistes blijven vaak buckels of hobbels achter. Naast of tussen aangeduide pistes wordt ook off-piste geskied. Er kan op pistes geskied of gesnowboard worden tussen 3000 meter hoogte (Bellecôte) en 1200 meter (Villaroger). Waar er vroeger op drie gletsjers geskied kon worden, en op een ervan zelfs in de zomer, kan er sinds 2023 enkel nog op de Varet op de Aiguille Rouge geskied worden. De langste ononderbroken afdaling vertrekt op de top van de Aiguille Rouge en daalt meer dan 2000 meter tot in Villaroger over een afstand van 7 kilometer. 70% van de pistes bevindt zich boven 2000 meter. Een gebied van 323 hectare, vooral op de lagergelegen flanken, is uitgerust met sneeuwkanonnen. Voor langlaufers is er 125 kilometer piste verspreid over verschillende plaatsen in het skigebied.
De firma Compagnie des Alpes baat meer dan 160 skiliften uit om de skiërs naar boven te brengen. Een daarvan is de Vanoise Express, een dubbeldekker kabelbaan hoog boven de Ponturinkloof die Peisey-Vallandry met La Plagne verbindt. Met een debiet van 4400 skiërs per uur is Les Colosses, een ontkoppelbare stoeltjeslift voor 8 personen uit 2014, de grootste van Paradiski. Zowat elk jaar vervangt men skiliften of bouwt men nieuwe liften met meer comfort en een groter debiet.
Sinds 2015 kunnen skiërs met de mobiele app Yuge van Paradiski hun parcours en snelheid registreren.

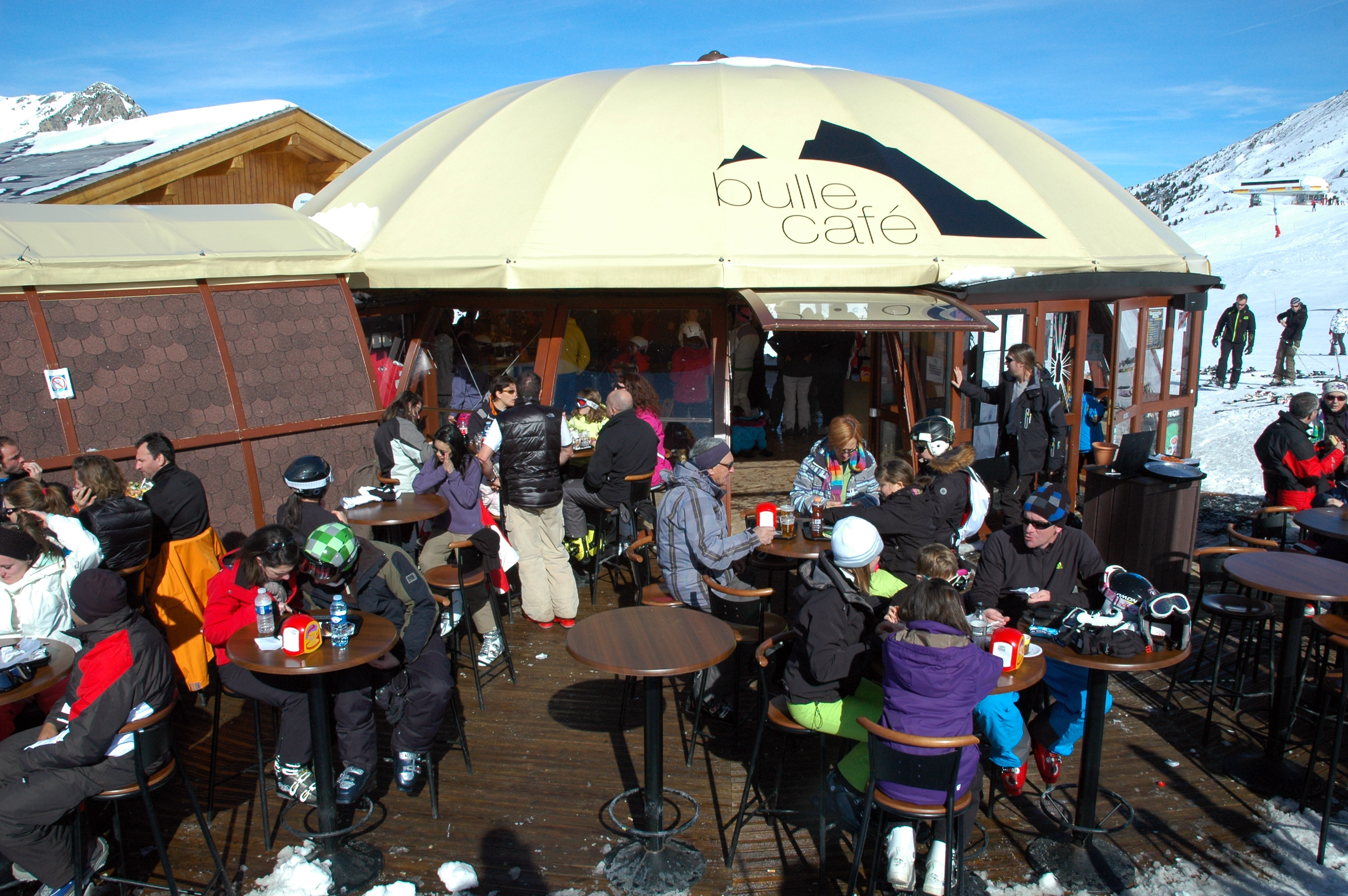
Een skibar op 2200 meter hoogte

Op verschillende plekken in het hooggebergte zijn er restaurants en bars. In elk van de skidorpen zijn winkels en horecazaken terug te vinden. In Les Arcs ligt het commerciële zwaartepunt in Arc 1800, in La Plagne in Plagne Centre. Er zijn openbare zwembaden in Arc 1600, Arc 1800, Champagny, Montchavin-Les Coches en Plagne Bellecôte, bioscopen in Champagny, Montchavin en Plagne Centre, en bowlings in Arc 1800, Arc 2000, Belle Plagne en Plagne Centre. Les Arcs noch La Plagne hebben de reputatie een levendige après-ski te kennen. Bij de opening van het skiseizoen wordt elk jaar het Les Arcs Film Festival georganiseerd in Bourg, Arc 1800, Arc 1950 en Arc 2000.
Zoals in andere skigebieden, wordt de wintersport in Paradiski bedreigd door de opwarming van de Aarde, waaraan dit soort toerisme op industriële schaal ook bijdraagt. Door de klimaatverandering valt er minder sneeuw en smelt ze sneller. Daardoor worden de wintersportseizoenen korter. Als een gevolg van de versnelde terugtrekking van Alpengletsjers werden begin jaren 2020 verschillende skiliften afgebroken op de Bellecôte- en Chiaupe-gletsjers in La Plagne.
Naast de ecologische uitdagingen waarmee Paradiski en andere skigebieden te maken hebben, wordt wintersport ook steeds duurder. De prijzen voor verblijven, skipassen en andere voorzieningen zijn in de jaren 2020 sterk gestegen, waardoor skiën voor veel mensen minder toegankelijk wordt. Grote skigebieden zoals Paradiski investeren bovendien steeds meer in luxe-accommodaties en exclusieve diensten om rijke toeristen aan te trekken, wat de kloof vergroot tussen betaalbare en dure wintersportbestemmingen. Dat staat in contrast met het oorspronkelijke opzet van Les Arcs en La Plagne, die in de jaren 1960 werden opgericht met het doel wintersport toegankelijk te maken voor een breed, voornamelijk middenklassepubliek.

### Zomertoerisme
Ook in de zomermaanden ontvangen Les Arcs en La Plagne toeristen. In juli en augustus zijn een aantal skiliften geopend voor wandelaars, trailrunners en mountainbikers. Zo is de Vanoise Express open en kunnen wandelaars met skiliften naar de uitkijkpunten bovenop de Aiguille Rouge en de Roche de Mio. Voor wandelaars op meerdaagse tochten zijn er verschillende berghutten (refuges) in de buurt, met name verder zuidwaarts in het Vanoisemassief. In Arc 1800 is er een golfbaan. Andere sporten en activiteiten waarvoor toeristen in de zomermaanden naar de streek komen, zijn alpinisme, paragliding en vaarsport op de Isère. In de zomermaanden wordt in Les Arcs het Festival des Arcs georganiseerd, een jaarlijks festival voor klassieke muziek sinds 1973.

## Competitiesport
Toen de Olympische Winterspelen 1992 in het nabijgelegen Albertville werden georganiseerd, vonden er in het latere Paradiski een aantal wedstrijden plaats. In La Plagne, waar een bobsleebaan werd aangelegd, waren er twee onderdelen bobsleeën en drie onderdelen rodelen. Hierbij behaalden Duitsland zeven medailles, Oostenrijk vijf, Zwitserland twee en Italië één. Op de flank van de Aiguille Rouge boven Arc 2000 demonstreerde men het speedskiën. Daarbij behaalde de Fransman Michael Prufer een snelheid van 229,299 km/u en de Finse Tarja Mulari 219,245 km/u. Na de Spelen van 1992 is het speedskiën niet meer beoefend op de Olympische Spelen; de sport werd te riskant bevonden. Toch was de kilomètre lancé-piste in Arc 2000 nog 25 jaar lang een van de weinig plaatsen waar speedskiën werd beoefend; in 2006 vestigden zowel Simone Origone als Sanna Tidstrand nog nieuwe wereldrecords in Les Arcs. Na 2007 werd de speedskipiste gesloten.
Op de bobslee-, rodel- en skeletonbaan van La Plagne werden sindsdien talrijke wedstrijden georganiseerd. In 1993 vonden er de wereldkampioenschappen skeleton plaats. Sindsdien vonden er in La Plagne wedstrijden plaats voor de wereldbekers bobsleeën van 2002/2003, 2011/2012, 2012/2013, 2014/2015, 2019/2020 en 2023/2024, de wereldbekers skeleton van 2011/2012, 2012/2013, 2014/2015, 2019/2020 en 2023/2024, en de wereldbekers rodelen van 1995/1996 en 2000/2001. De baan zal gerenoveerd en opnieuw gebruikt worden voor de Olympische Winterspelen 2030.
Voor de wereldbeker alpineskiën werd onder andere in 2001 een wedstrijd reuzenslalom in Les Arcs georganiseerd. Voor de wereldbeker freestyleskiën vonden er in La Plagne wedstrijden plaats in alle seizoenen tussen 1987 en 1998 en in 2006/2007, 2008/2009, 2010/2011, 2013/2014 en 2015/2016. De wereldkampioenschappen telemarken gingen in 2017 door in Montchavin-Les Coches.
De Ronde van Frankrijk deed La Plagne aan in 1984 (aankomst 18e en vertrek 19e etappe), 1987 (aankomst 21e en vertrek 22e etappe), 1995 (aankomst 9e etappe) en 2002 (aankomst 16e etappe). Tijdens de Ronde van Frankrijk 1996 eindigde de 7e etappe met de beklimming van Les Arcs vanuit Bourg-Saint-Maurice.
Bij de eerste editie van het Europese kampioenschappen wildwatervaren in 1997 was La Plagne organisator.
Elk jaar in juli gaat in La Plagne het trailrunningevenement 6000D door.

## Beheer

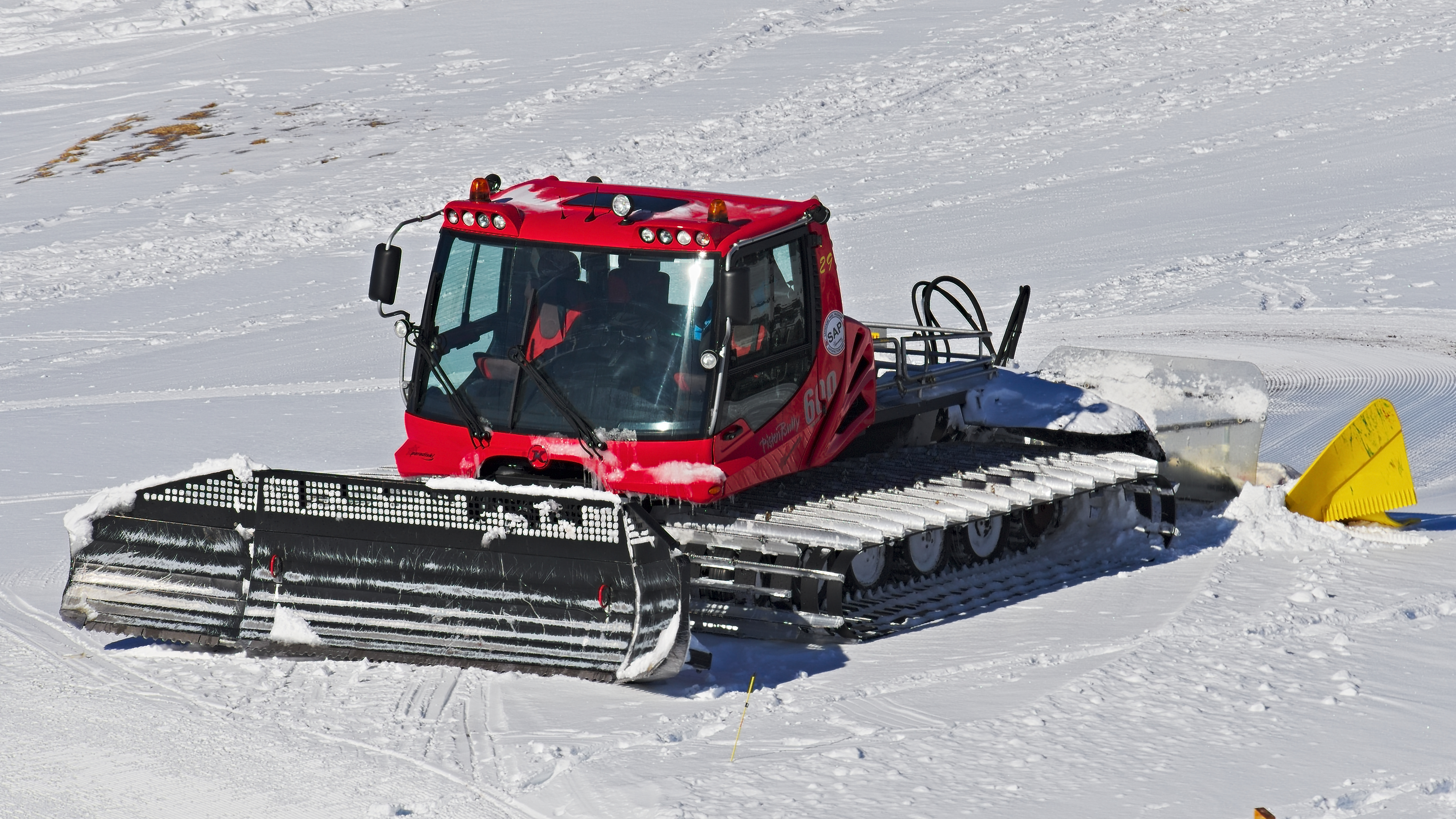
Via dochterondernemingen exploiteert Compagnie des Alpes de skiliften, onderhoudt ze de pistes, en zet ze Paradiski in de markt.

Paradiski is een merk van Compagnie des Alpes (CDA), dat er sinds 1991 via dochterbedrijven de skiliften uitbaat. 
De staatsbank Caisse des dépôts et consignations (CDC) richtte Compagnie des Alpes in 1989 op om haar investeringen in Franse skigebieden te consolideren en nieuwe investering in de sector aan te wakkeren. CDC blijft met 42,75% (2025) de grootste aandeelhouder. Andere aandeelhouders zijn banken en investeringsfondsen. CDA-aandelen worden verhandeld op de beurs van Parijs.
In 1991 verwierf CDA de naamloze vennootschappen Société d’aménagement de La Plagne (SAP) en Arcs Domaine Skiable (ADS), de firma's die concessies hebben voor respectievelijk La Plagne en Les Arcs/Peisey-Vallandry. SAP baat de skiliften van La Plagne uit door middel van een concessie van de intercommunale Syndicat Intercommunal de La Grande Plagne (SGIP), waarin de gemeenten Aime-la-Plagne, La Plagne Tarentaise en Champagny-en-Vanoise vertegenwoordigd zijn. ADS baat de skiliften in Les Arcs en Peisey-Vallandry uit door afzonderlijke concessies van de gemeenten Bourg-Saint-Maurice, Villaroger, Peisey-Nancroix en van het Syndicat Intercommunal à Vocations Multiples Landry–Peisey-Nancroix, waarin Landry en Peisey-Nancroix zetelen. In 2002 richtte CDA Selalp op, later hernoemd tot Promalp, om de bouw van de Vanoise Express te financieren.
De nv SAP wordt anno 2025 geleid door algemeen directeur Nicolas Provendie, de nv ADS door Frédéric Charlot. David Ponson, directeur van de Alpendivisie van CDA, zit beide raden van bestuur voor. In het boekjaar 2024 (afgesloten op 30 september 2024) realiseerden de SAP en ADS een gezamenlijke omzet van 206,6 miljoen euro.

## Skiliften

### Les Arcs
| Bouwjaar | Naam              | Nummer | Type                   | Producent           | Dalstation | Middelstation | Bergstation | Duur   | Opmerkingen                           |
| -------- | ----------------- | ------ | ---------------------- | ------------------- | ---------- | ------------- | ----------- | ------ | ------------------------------------- |
| 2019     | Les Arcs' Express | 1      | 250p kabelspoorweg     | Poma                | 807 m      |               | 1.620 m     | 7'00"  | Van Bourg-Saint-Maurice naar Arc 1600 |
| 2011     | Mont Blanc        | 4      | 6p stoeltjeslift S     | BMF                 | 1.628 m    |               | 2.272 m     | 5'18"  |                                       |
| 1989     | Cachette          | 6      | 4p stoeltjeslift S     | Poma                | 1.622 m    |               | 2.172 m     | 6'02"  |                                       |
| 1989     | Clocheret         | 8      | 4p stoeltjeslift L     | Poma                | 1.955 m    |               | 2.153 m     | 3'43"  |                                       |
| 1968     | Tommelet          | 10     | 1p sleeplift           | Pingon - TransCable | 1.666 m    |               | 1.860 m     | 4'10"  |                                       |
| 2009     | Arpette           | 14     | 6p stoeltjeslift S     | BMF                 | 2.024 m    |               | 2.413 m     | 3'56"  |                                       |
| 1980     | Combettes         | 15     | 3p stoeltjeslift L     | Poma                | 1.625 m    |               | 1.760 m     | 3'42"  |                                       |
| 1981     | Vezaille          | 16     | 1p sleeplift           | Poma                | 1.750 m    |               | 1.824 m     | 2'25"  |                                       |
| 2010     | Snowpark          | 17     | 2p sleeplift           | Poma                | 2.080 m    |               | 2.227 m     | 3'56"  |                                       |
| 2002     | Vagère            | 24     | 6p stoeltjeslift S     | Garaventa           | 1.713 m    |               | 2.283 m     | 7'04"  |                                       |
| 2014     | Villards          | 25     | 8p gondel              | Leitner - Ingélo    | 1.707 m    |               | 1.827 m     | 1'50"  |                                       |
| 2015     | Carreley          | 26     | 6p stoeltjeslift S     | Leitner - Ingélo    | 1.794 m    |               | 2.388 m     | 5'48"  |                                       |
| 1987     | Charmettoger      | 28     | 4p stoeltjeslift L     | Montaz Mautino      | 1.735 m    |               | 2.105 m     | 11'26" |                                       |
| 1988     | Jardin Alpin      | 29     | 4p stoeltjeslift L     | Poma                | 1.700 m    |               | 1.797 m     | 3'40"  |                                       |
| 1981     | Aiguille Rouge    | 30     | 70p kabelbaan          | Habegger            | 2.687 m    |               | 3.220 m     | 2'00"  |                                       |
| 2003     | Bois de l'Ours    | 31     | 6p stoeltjeslift S     | Poma                | 2.017 m    |               | 2.413 m     | 3'26"  |                                       |
| 2003     | Marmottes         | 32     | 6p stoeltjeslift S     | Garaventa           | 2.021 m    |               | 2.207 m     | 2'56"  |                                       |
| 1979     | Saint Jacques     | 33     | 3p stoeltjeslift L     | Poma                | 2.100 m    |               | 2.222 m     | 6'50"  |                                       |
| 2017     | Lac des Combes    | 34     | 1p sleeplift           | GMM                 | 2.100 m    |               | 2.138 m     | 1'30"  |                                       |
| 1990     | Plagnettes        | 36     | 4p stoeltjeslift S     | Poma                | 2.245 m    |               | 2.542 m     | 4'26"  |                                       |
| 2003     | Cabriolet         | 37     | 12p gondel             | Poma                | 2.057 m    |               | 2.140 m     | 1'30"  | Gratis                                |
| 1995     | Grand Col         | 38     | 4p stoeltjeslift L     | Poma                | 2.446 m    |               | 2.831 m     | 10'21" |                                       |
| 2017     | Pré-Saint-Esprit  | 39     | 6p stoeltjeslift S K V | Doppelmayr - Ingélo | 1.833 m    |               | 2.304 m     | 7'55"  | Langste stoeltjeslift in Frankrijk    |
| 1999     | Varet             | 40     | 8p gondel              | Poma                | 2.120 m    |               | 2.679 m     | 5'10"  |                                       |
| 2018     | Comborcière       | 41     | 4p stoeltjeslift S     | Doppelmayr - Ingélo | 1.815 m    |               | 2.302 m     | 5'28"  |                                       |
| 1988     | Lanchettes        | 45     | 4p stoeltjeslift L     | Poma                | 2.100 m    |               | 2.458 m     | 6'50"  |                                       |
| 2024     | Transarc          | 46-47  | 10p gondel             | Poma                | 1.710 m    | 2.105 m       | 2.550 m     | 9'10"  |                                       |
| 2006     | Arcabulle         | 48     | 6p stoeltjeslift S K   | Poma                | 2.188 m    |               | 2.548 m     | 6'50"  |                                       |

### Peisey-Vallandry
| Bouwjaar | Naam      | Nummer | Type               | Producent      | Dalstation | Middelstation | Bergstation | Duur  | Opmerkingen |
| -------- | --------- | ------ | ------------------ | -------------- | ---------- | ------------- | ----------- | ----- | ----------- |
| 2009     | Parchey   |        | 4p stoeltjeslift L | Skirail        | 1.655 m    |               | 1.762 m     | 2'32" |             |
| 2000     | Peisey    | 61     | 6p stoeltjeslift S | Leitner        | 1.612 m    |               | 2.085 m     | 5'32" |             |
| 1976     | Cabri     | 64     | 1p sleeplift       | Montaz Mautino | 2.300 m    |               | 2.348 m     | 1'42" |             |
| 1995     | Flocon    | 65     | 1p sleeplift       | Doppelmayr     | 2.125 m    |               | 2.148 m     | 1'22" |             |
| 1996     | 2300      | 66     | 4p stoeltjeslift L | Poma           | 2.015 m    |               | 2.194 m     | 4'59" |             |
| 2004     | Grizzly   | 68     | 6p stoeltjeslift S | Leitner        | 1.612 m    |               | 2.281 m     | 7'43" |             |
| 2007     | Derby     | 69     | 6p stoeltjeslift S | Leitner        | 1.932 m    |               | 2.331 m     | 4'57" |             |
| 2021     | Vallandry | 74     | 10p gondel         | Poma - Ingélo  | 1.565 m    |               | 2.138 m     | 5'44" |             |

### Villaroger
| Bouwjaar | Naam               | Nummer | Type               | Producent | Dalstation | Middelstation | Bergstation | Duur   | Opmerkingen                                    |
| -------- | ------------------ | ------ | ------------------ | --------- | ---------- | ------------- | ----------- | ------ | ---------------------------------------------- |
| 1982     | Replat             | 50     | 3p stoeltjeslift L | Poma      | 1.210 m    |               | 1.439 m     | 4'00"  |                                                |
| 1982     | Plan des Violettes | 51     | 3p stoeltjeslift L | Poma      | 1.410 m    |               | 2.125 m     | 12'09" |                                                |
| 2002     | Droset             | 52     | 4p stoeltjeslift L | Poma      | 2.116 m    |               | 2.345 m     | 7'33"  |                                                |
| 1986     | Rhonaz             |        | 1p sleeplift       | Poma      | 1.760 m    |               | 1.802 m     | 2'30"  | Alleen open als de Lanchettes (45) gesloten is |

### Champagny-en-Vanoise
| Bouwjaar | Naam         | Nummer | Type               | Producent  | Dalstation | Middelstation | Bergstation | Duur  | Opmerkingen |
| -------- | ------------ | ------ | ------------------ | ---------- | ---------- | ------------- | ----------- | ----- | ----------- |
| 1996     | Borseliers   |        | 6p stoeltjeslift S | Poma       | 1.821 m    |               | 2.107 m     | 6'08" |             |
| 1979     | Borseliers 3 |        | 1p sleeplift       | Poma       | 1.956 m    |               | 2.1.01 m    | 3'00" |             |
| 2002     | Carella      |        | 6p stoeltjeslift S | Doppelmayr | 2.306 m    |               | 2.721 m     | 7'40" |             |
| 1986     | Champagny    |        | 10p gondel         | Poma       | 1.250 m    |               | 1.963 m     | 6'19" |             |
| 1994     | Eterlou      |        | 1p sleeplift       | Montagner  | 1.868 m    |               | 1.953 m     | 2'54" |             |
| 1997     | Quillis      |        | 6p stoeltjeslift L | Poma       | 2.307 m    |               | 2.373 m     | 2'42" |             |
| 1996     | Rossa        |        | 6p stoeltjeslift S | Poma       | 2.060 m    |               | 2.375 m     | 6'08" |             |
| 2011     | Verdons Sud  |        | 6p stoeltjeslift S | Poma       | 1.829 m    |               | 2.479 m     | 5'28" |             |

### Montchavin
| Bouwjaar | Naam             | Nummer | Type               | Producent           | Dalstation | Middelstation | Bergstation | Duur  | Opmerkingen |
| -------- | ---------------- | ------ | ------------------ | ------------------- | ---------- | ------------- | ----------- | ----- | ----------- |
| 2004     | Bijolin          |        | 6p stoeltjeslift S | Poma                | 1.827 m    |               | 2.289 m     | 5'11" |             |
| 2013     | Bauches          |        | 4p stoeltjeslift L | Poma / Ingélo       | 1.791 m    |               | 2.081 m     | 5'45" |             |
| 1977     | Coches           |        | 6p gondel          | Poma                | 1.220 m    |               | 1.437 m     | 2'40" |             |
| 2017     | Crozats          |        | 6p stoeltjeslift S | Doppelmayr / Ingélo | 2.066 m    |               | 2.377 m     | 3'28" |             |
| 1994     | Dos Rond         |        | 4p stoeltjeslift L | Poma                | 2.113 m    |               | 2.337 m     | 7'29" |             |
| 2017     | Écureuils        |        | 1p sleeplift       | Doppelmayr / Ingélo | 1.825 m    |               | 1.898 m     | 3'26" |             |
| 1991     | Lac Noir         |        | 12p gondel         | Poma                | 1.436 m    |               | 1.882 m     | 5'49" |             |
| 1998     | Montchavin       |        | 4p stoeltjeslift S | Poma                | 1.207 m    |               | 1.666 m     | 5'00" |             |
| 1994     | Pierres Blanches |        | 6p stoeltjeslift S | Poma                | 1.666 m    |               | 2.128 m     | 5'41" |             |
| 2006     | Plan Bois        |        | 6p stoeltjeslift S | Doppelmayr          | 1.376 m    |               | 1.881 m     | 5'52" |             |
| 1978     | Plan Leschaux    |        | 1p sleeplift       | Poma                | 2.268 m    |               | 2.440 m     | 5'40" |             |
| 2003     | Replat           |        | 1p sleeplift       | Montagner           | 2.289 m    |               | 2.290 m     | 4'40" |             |
| 2004     | Salla            |        | 6p stoeltjeslift L | Poma                | 2.196 m    |               | 2.349 m     | 4'53" |             |
| 1991     | Sauget           |        | 1p sleeplift       | Montagner           | 1.430 m    |               | 1.510 m     | 3'40" |             |
| 2008     | Telebuffette     |        | 2x10p gondel       | Leitner             | 1.373 m    |               | 1.476 m     | 1'32" |             |

### La Plagne
| Bouwjaar | Naam                        | Nummer | Type               | Producent           | Dalstation | Middelstation | Bergstation | Duur           | Opmerkingen |
| -------- | --------------------------- | ------ | ------------------ | ------------------- | ---------- | ------------- | ----------- | -------------- | ----------- |
| 1993     | Adrets                      |        | 4p stoeltjeslift L | Poma                | 1.794 m    |               | 1.980 m     | 6'30"          |             |
| 1972     | Aollets                     |        | 1p sleeplift       | Montaz Mautino      | 2.000 m    |               | 2.218 m     | 5'19"          |             |
| 2005     | Arpette                     |        | 8p stoeltjeslift S | Leitner             | 1.937 m    |               | 2.348 m     | 6'40"          |             |
| 1975     | Belle Plagne & Roche de Mio |        | 6p gondel          | Poma                | 1.940 m    | 2.086 m       | 2.732 m     | 3'56" + 10'55" |             |
| 2009     | Bergerie                    |        | 6p stoeltjeslift S | Poma                | 1.949m     |               | 2.184 m     | 3'51"          |             |
| 1974     | Biquet                      |        | 1p sleeplift       | Montaz Mautino      | 2.051 m    |               | 2.060 m     | 2'10"          |             |
| 2002     | Blanchets                   |        | 6p stoeltjeslift S | Doppelmayr          | 1.930 m    |               | 2.368 m     | 7'43"          |             |
| 2023     | Chalet de Bellecôte         |        | 4p stoeltjeslift L | Poma / Ingélo       | 2.283 m    |               | 2.570 m     | 6'28"          |             |
| 1974     | Chevrette                   |        | 1p sleeplift       | Montaz Mautino      | 2.000 m    |               | 2.055 m     | 1'28"          |             |
| 1974     | Col de Forcle               |        | 1p sleeplift       | Montaz Mautino      | 1.933 m    |               | 2.162 m     | 6'04"          |             |
| 2014     | Colosses                    |        | 8p stoeltjeslift S | Poma                | 1.900 m    |               | 2.220 m     | 4'40"          |             |
| 2014     | Dou du Praz                 |        | 1p sleeplift       | Doppelmayr / Ingélo | 2.064 m    |               | 2.138 m     | 2'35"          |             |
| 1969     | Dromadaire                  |        | 1p sleeplift       | Poma                | 2.001 m    |               | 2.105 m     | 2'45"          |             |
| 2016     | Envers                      |        | 6p stoeltjeslift S | MND Ropeways        | 1.792 m    |               | 2.125 m     | 3'10"          |             |
| 2014     | Gentil                      |        | 1p sleeplift       | MND Ropeways        | 1.542 m    |               | 1.617 m     | 1'46"          |             |
| 2023     | Glaciers 1 & 2              |        | 10p gondel         | Poma / Ingélo       | 2.714 m    | 2.512 m       | 3.058 m     | 2'52" + 5'43"  |             |
| 1990     | Golf                        |        | 4p stoeltjeslift L | Poma                | 1.999 m    |               | 2.132 m     | 5'06"          |             |
| 2015     | Grangette                   |        | 1p sleeplift       | GMM                 | 1.356 m    |               | 1.616 m     | 4'40"          |             |
| 1993     | Grenouilles                 |        | 1p sleeplift       | Montagner           | 1.940 m    |               | 1.969 m     | 2'30"          |             |
| 2018     | Inversens                   |        | 6p stoeltjeslift S | Poma / Ingélo       | 2.203 m    |               | 2.714 m     | 6'03"          |             |
| 2009     | Mélèzes                     |        | 4p stoeltjeslift L | Poma                | 1.845 m    |               | 1.956 m     | 2'38"          |             |
| 2015     | Montalbert                  |        | 10p gondel         | Poma                | 1.356 m    |               | 1.976 m     | 6'21"          |             |
| 2006     | Roche                       |        | 6p stoeltjeslift S | Leitner             | 1.523 m    |               | 2.120 m     | 6'13"          |             |
| 1991     | Télébus                     |        | 3x12p gondel       | Poma                | 1.980 m    |               | 2.061 m     | 2'00"          |             |